# Dodo
De dodo (Raphus cucullatus) is een uitgestorven vogel die behoort tot de duifachtigen (Columbiformes) en de onderfamilie van de dodo's (Raphinae).
De dodo was een relatief grote, gedrongen vogel met kleine vleugels die niet meer geschikt waren om te vliegen. De dodo kon zich alleen lopend verplaatsen. Desondanks was de dodo geen loopvogel maar een lid van de familie duiven. De lichaamskleur was grijs tot bruingrijs, de buikzijde en de vleugels waren lichter van kleur. Het dier was ongeveer een meter hoog en viel op door de lange, naar onderen gekromde snavel. Met de snavel werd het voedsel verkleind, dat bestond uit zaden en vruchten. Daarnaast kon de dodo met zijn grote snavel venijnig van zich af bijten.
De dodo had geen natuurlijke vijanden in zijn leefgebied en heeft als gevolg hiervan geleidelijk zijn vermogen tot vliegen verloren. Het vijandbeeld veranderde toen mensen in de vorm van Nederlandse kolonisten arriveerden. Het waren niet de mensen zelf maar voornamelijk de dieren die ze meenamen die een desastreus effect hadden op de dodo. Met name ratten en varkens richtten een ware slachting aan onder de dodo's, in het bijzonder hun eieren en jongen.
Er is veel onderzoek gedaan naar de dodo, maar omdat het dier nooit volgens een wetenschappelijke methode is beschreven, zijn er nog veel onduidelijkheden over het uiterlijk en het gedrag. Over de dodo was indertijd veel bekend, maar de meeste informatie is niet eenduidig beschreven of is verloren gegaan. Veel informatie over de dodo is fragmentarisch en sommige waarnemingen spreken andere tegen. Er zijn vele schetsen en tekeningen van de dodo bewaard gebleven maar deze zijn niet zelden gebaseerd op onjuiste modellen waardoor de dodo in de loop der tijd verschillende vormen lijkt te hebben aangenomen. Omdat de dodo een erg klein verspreidingsgebied had, zijn er veel minder overblijfselen gevonden in vergelijking met dieren die al miljoenen jaren geleden zijn uitgestorven zoals verschillende soorten dinosauriërs.
De dodo leefde in de bossen op het eiland Mauritius en is waarschijnlijk tussen 1680 en 1690 uitgestorven. De vogel staat symbool voor het verdwijnen van diersoorten als gevolg van de aantasting van de natuur door menselijk handelen. Het is hierdoor een van de bekendste vogels ter wereld, er zijn vele boeken geschreven over het dier.

## Naamgeving en taxonomie

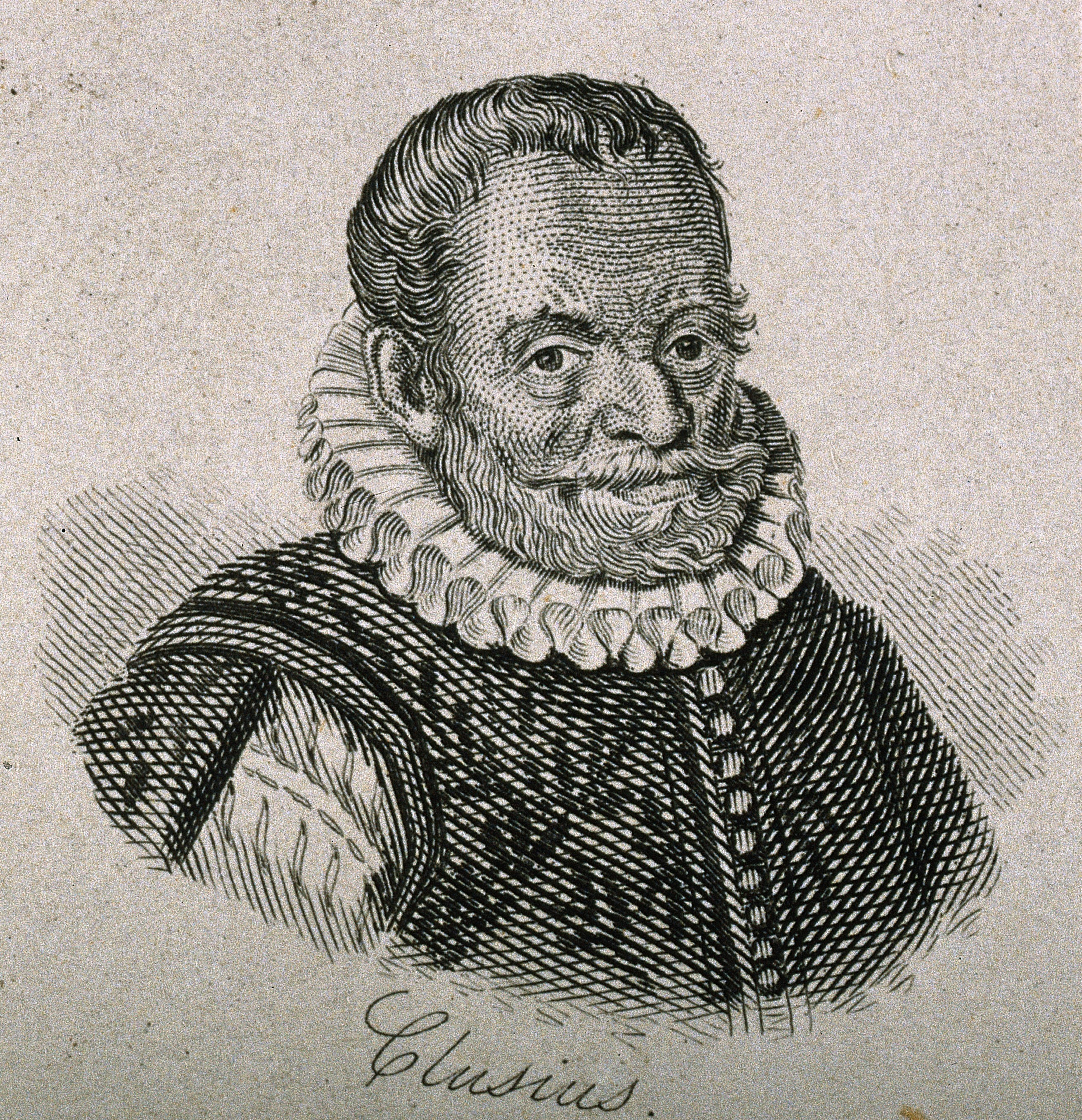
Carolus Clusius was de eerste die de dodo een wetenschappelijke naam gaf.

De dodo had al relatief vroeg een wetenschappelijke naam; in 1605 publiceerde botanicus Carolus Clusius de dodo als Gallinaceus Gallus peregrinus, de "uitheemse kapoen". In 1635 werd door de Spaanse jezuïet Juan Eusebio Nieremberg de naam Cygnus cucullatus gebruikt, de "gekapte zwaan". De Duitse ornitholoog Paul Heinrich Gerhard Moehring gaf het dier in 1752 de geslachtsnaam Raphus, zonder verklaring van de etymologie. De betekenis hiervan is dus onzeker. De Japanse markies Masauji Hachisuka dacht in 1953 dat het een latinisering zou zijn van het vulgaire Nederlandse woord 'reet' en zou slaan op de opzichtige achterzijde van de dodo zoals op vele schetsen en tekeningen te zien is. Georges-Louis Leclerc de Buffon daarentegen wees er al in 1771 op dat in het lexicon van Hesychios van Alexandria een vogel rhaphos te vinden is en dat de Zwitserse humanist Sigismond Galenius (1497–1554) die naam gebruikte voor de grote trap. Hij dacht dat Moehring daar de geslachtsnaam van de dodo van zou hebben gemaakt. Moehring zette namelijk de dodo en de grote trap in één groep. Zowel de namen van Clusius, Nieremberg als Moehring zijn naar huidige normen niet geldig omdat ze gegeven zijn voor de begindatum van de moderne zoölogische nomenclatuur op 1 januari 1758.
De dodo werd vermeld door Carl Linnaeus in zijn Systema naturae uit 1758 als Struthio cucullatus. Hij plaatste het dier dus eerst in hetzelfde geslacht als de struisvogel. Clusius had de twee vogels al in één groep geplaatst. Linnaeus introduceerde in 1766 de vervangingsnaam Didus ineptus. De geslachtsnaam Didus betekent dodo en de soortaanduiding ineptus betekent vrij vertaald "dom". Linnaeus baseerde zich niet op een enkel holotype of typespecimen maar een reeks syntypen, botten van verschillende individuen. De huidige geslachtsnaam Raphus is in 1760 gegeven door Mathurin Jacques Brisson die teruggreep op deze naam. Die naam heeft dus, zes jaar eerder geldig gepubliceerd, prioriteit ten opzichte van Didus. De soortaanduiding cucullatus betekent vrij vertaald "voorzien van een hoed" of "gekapt". Deze naam slaat op de capuchon-achtige overgang van de kale huid aan de voorzijde van de kop naar de bevederde boven- en achterzijde van de kop.
De dodo werd in het verleden wel Portugese pinguïn genoemd en staat ook bekend onder de namen grifeend (griffeendt), dronte, kermisgans en walgvogel. De naam walgvogel werd aan de dodo gegeven omdat het vlees volgens een aantal bronnen niet lekker was in vergelijking met andere vogels op het eiland. De naam kermisgans is wellicht afgeleid van de datum waarop het schip Mauritius bezocht op dezelfde dag als in Amsterdam de Amsterdamse kermis werd gehouden. Op dergelijke kermissen werden vetgemeste vogels als voedsel aangeboden en ook dit gegeven kan tot de naam kermisgans hebben geleid.
De naam dronte is afgeleid van dronten, deze naam voor de dodo werd voor het eerst gebruikt in het scheepsjournaal uit 1601 van het schip de Gelderland. Het woord stamt waarschijnlijk af van het Middelnederlandse woord "dronten", dat opgezwollen betekent. De naam is waarschijnlijk niet afkomstig van het Deense drunte of drönte zoals weleens is voorgesteld. De Denen hebben het eiland namelijk pas veel later bezocht. De Scandinavische naam dronne (afgeleid van het Duitse drohne) is ook wel onterecht geopperd als oorsprong voor de naam dronte maar ook dit wordt beschouwd als achterhaald.

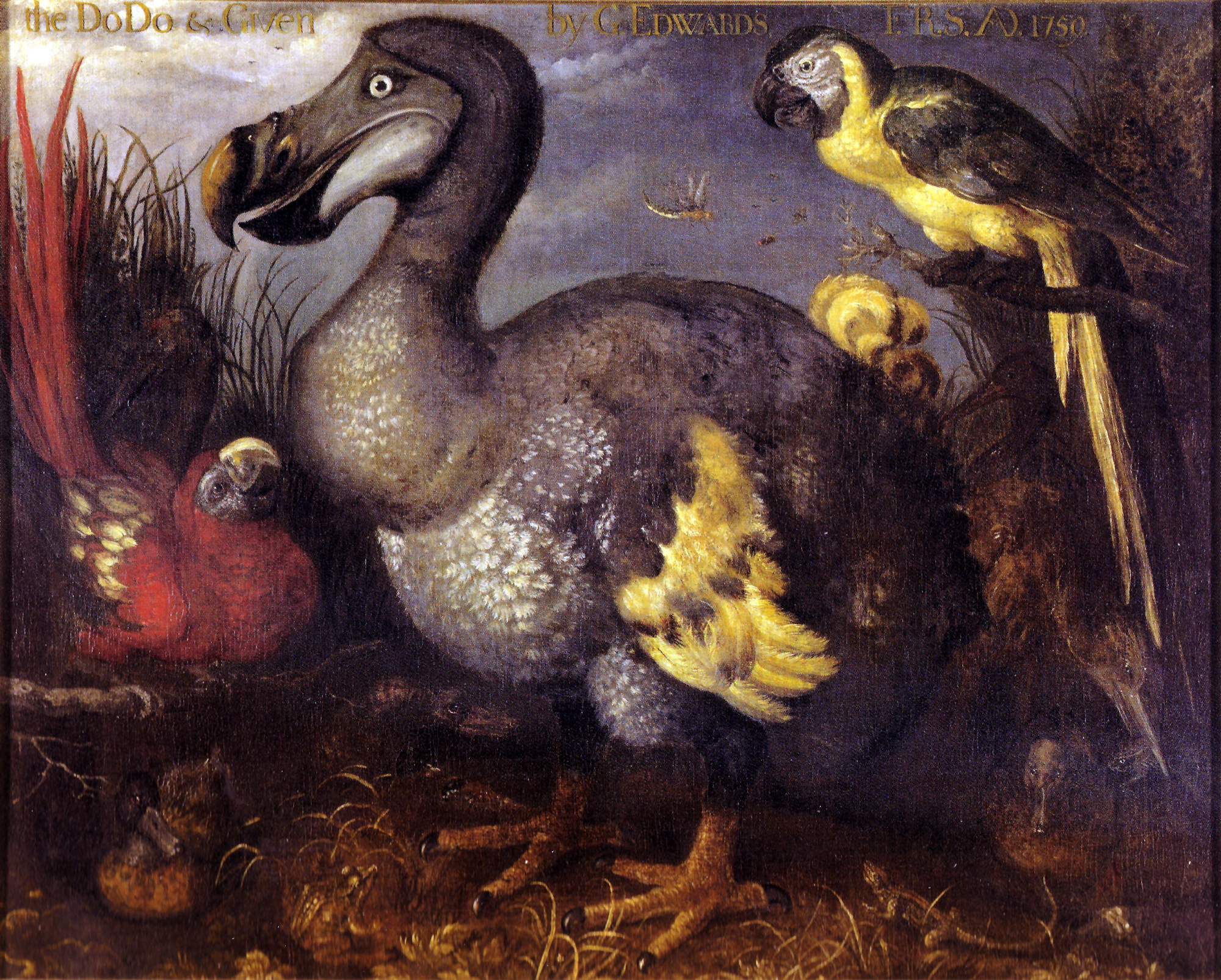
Dit schilderij van Roelant Savery is een van de bekendste afbeeldingen van de dodo en is veel gekopieerd.

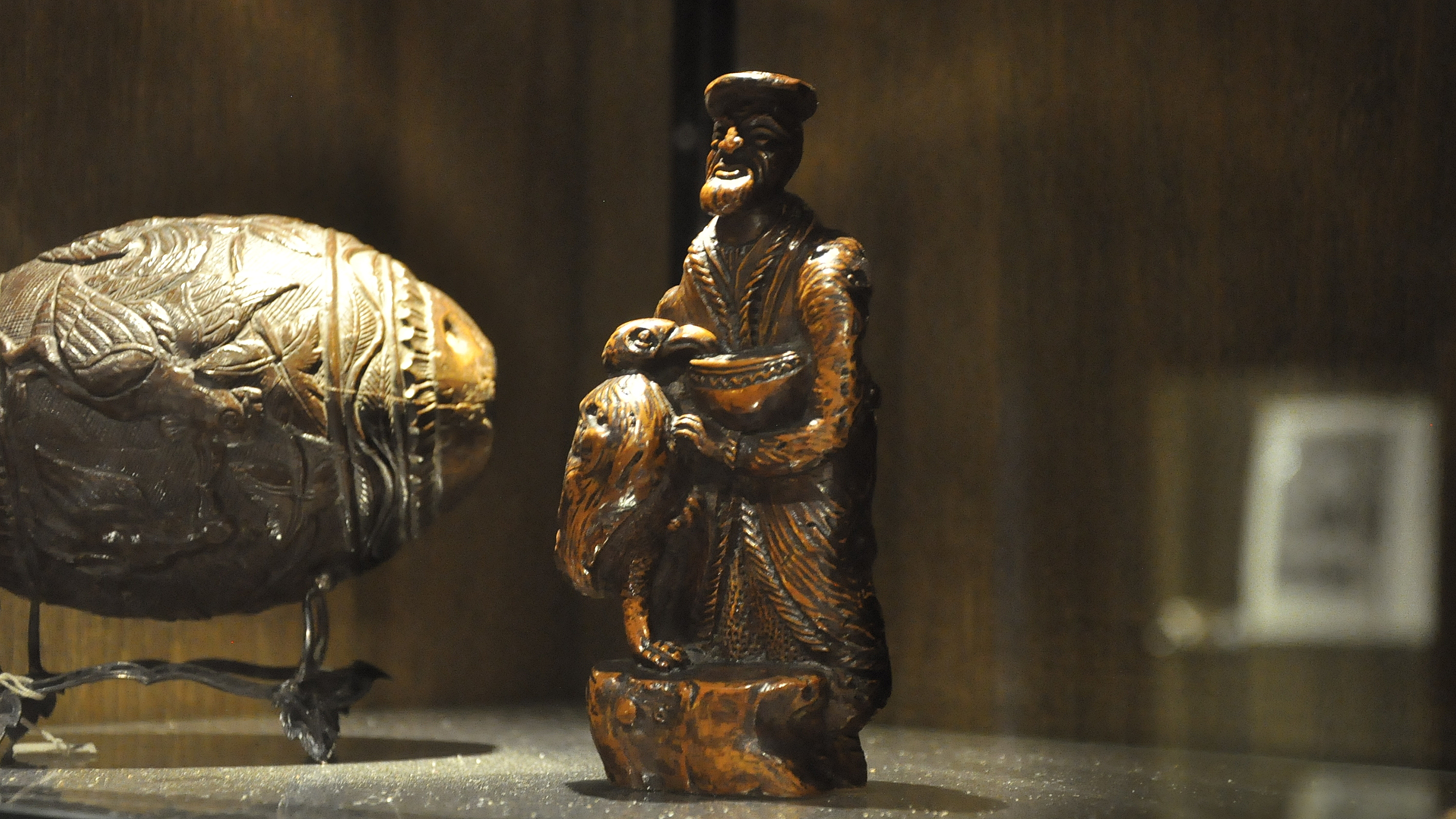
Houten beeldje (1550-1700) van een zeeman die een dodo voert. (Westfries Museum)

Er zijn verschillende theorieën over de herkomst van de naam dodo. In het verleden is wel geopperd dat de naam zou zijn afgeleid van de roep van de vogel; doo-doo of doe-doe, maar dit wordt beschouwd als achterhaald. De eerste mensen die op Mauritius aankwamen waren Portugezen die het dier doudo of doido noemden, wat vrij vertaald "onnozele" betekent. Er zijn echter geen bekende verslagen uit die tijd waarin deze naam wordt gebruikt.
De huidige naam van de dodo is waarschijnlijk afgeleid van het woordje dodaars. De vroegste vermelding van deze naam stamt uit 1598 in een verslag van scheepstimmerman Philips Grimmaert als doedersen. De naam betekent vrij vertaald "pluk-kontig" en sloeg op het het plukje (dodde) veren op de anusstreek (aars) van de vogel. Dit is in analogie met een andere vogel die de naam nog steeds draagt; de dodaars (Tachybaptus ruficollis). Dit is een watervogel uit de familie futen waarbij een opstaande pluk veren is te zien aan de achterzijde van het lichaam. De scheepsbemanningen noemden de vogel dodaars in verschillende varianten zoals dod-aersen, dodaers en doedersen. De naam dodaers werd vroeger ook gebruikt voor de rode ral (Aphanapteryx bonasia). Dit was een andere niet-vliegende vogel die op Mauritius leefde en rond dezelfde tijd uitstierf. De Duitsers gebruikten vroeger de naam "totersten" of toddärsche, deze laatste naam werd echter ook gehanteerd om de rode ral aan te duiden. Volgens Willem Vrolik werden in Friesland de namen "dodo", "dode" en "doede" gebruikt.
De eerste die de naam "dodo" daadwerkelijk gebruikte was Emanuell Altham in 1628. De naam dodo dook voor het eerst op in boeken dankzij Thomas Herbert in 1634. Deze naam werd door de jaren heen steeds bekender en is tegenwoordig in vele talen de standaardnaam voor de vogel. De naam "dodo" wordt niet alleen in de Nederlandse taal gebruikt maar ook in het Duits, Engels, Frans en Spaans.

## Evolutie en indeling binnen de vogels

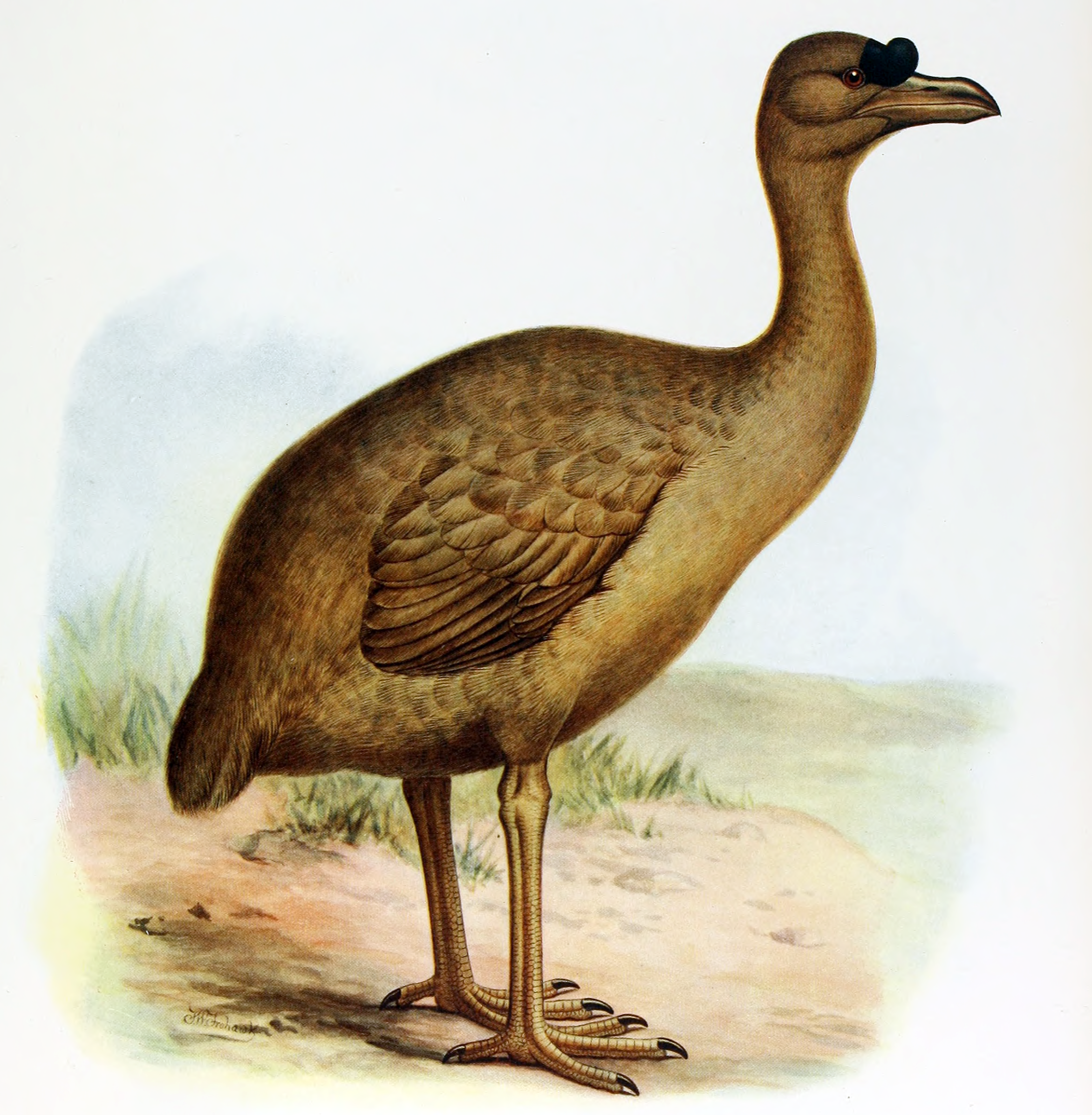
Rodriguessolitaire (Pezophaps solitaria)

Onderzoek heeft aangetoond dat de proto-dodo, de proto-solitaire en de voorouder van het duivengeslacht Caloenas zich splitsten in het midden tot late Eoceen (rond 43 miljoen jaar geleden). De dodo en de solitaire gingen uit elkaar in het late Oligoceen (rond 26 miljoen jaar geleden). Deze dateringen zijn interessant, omdat ze veel verder teruggaan dan het ontstaan van de eilanden Mauritius en Rodrigues zelf. Geologisch bewijs laat zien dat Mauritius ontstond tijdens een reeks vulkaanuitbarstingen, waarvan de oudste plaatsvond rond 7 Ma. Rodrigues werd pas rond 1,5 Ma gevormd. De genetische afstand tussen de dodo en de rodriguessolitaire kan dus niet ontstaan zijn door isolatie op deze twee eilanden.
Boringen in de zeebodem hebben laten zien dat onderzeese heuvelruggen rond het Mascarenen-Plateau in het late Oligoceen boven de zeespiegel uitkwamen en daarna langzaam verzonken. Onmiddellijk valt op dat de tijd waarin de dodo en de solitaire zich tot twee aparte soorten ontwikkelden, overeenkomt met het eerste bewijs van land in de Mascarenen-eilandengroep. Dit geeft aanleiding tot het vermoeden dat de soorten op vroegere eilanden ontstaan zijn, voordat ze hun weg vonden naar Mauritius en Rodrigues. De dodo en de Rodrigues solitaire bereikten de eilanden door de lucht, waar ze later allebei, onafhankelijk van elkaar, evolueerden tot niet-vliegende vogels.
Onderzoekers van de Universiteit van Oxford (Engeland) hebben in 2002 weefselmonsters genomen van overblijfselen van een dodo, de rodriguessolitaire en 35 nog voorkomende duivensoorten. Zij wilden de stamboom van deze dieren ontdekken door hun DNA te onderzoeken. Het onderzoek bevestigde dat de dodo en de rodriguessolitaire elkaars nauwste verwanten waren. Verrassender was de uitkomst dat de dodo en de rodriguessolitaire diep genesteld bleken te zijn in de duivenfamilie. Met andere woorden: sommige vliegende duivensoorten zijn nauwer verwant aan de dodo dan aan andere vliegende duivensoorten.
In het onderstaande schema wordt de relatie zichtbaar tussen de dodo en enkele soorten verwante duiven.

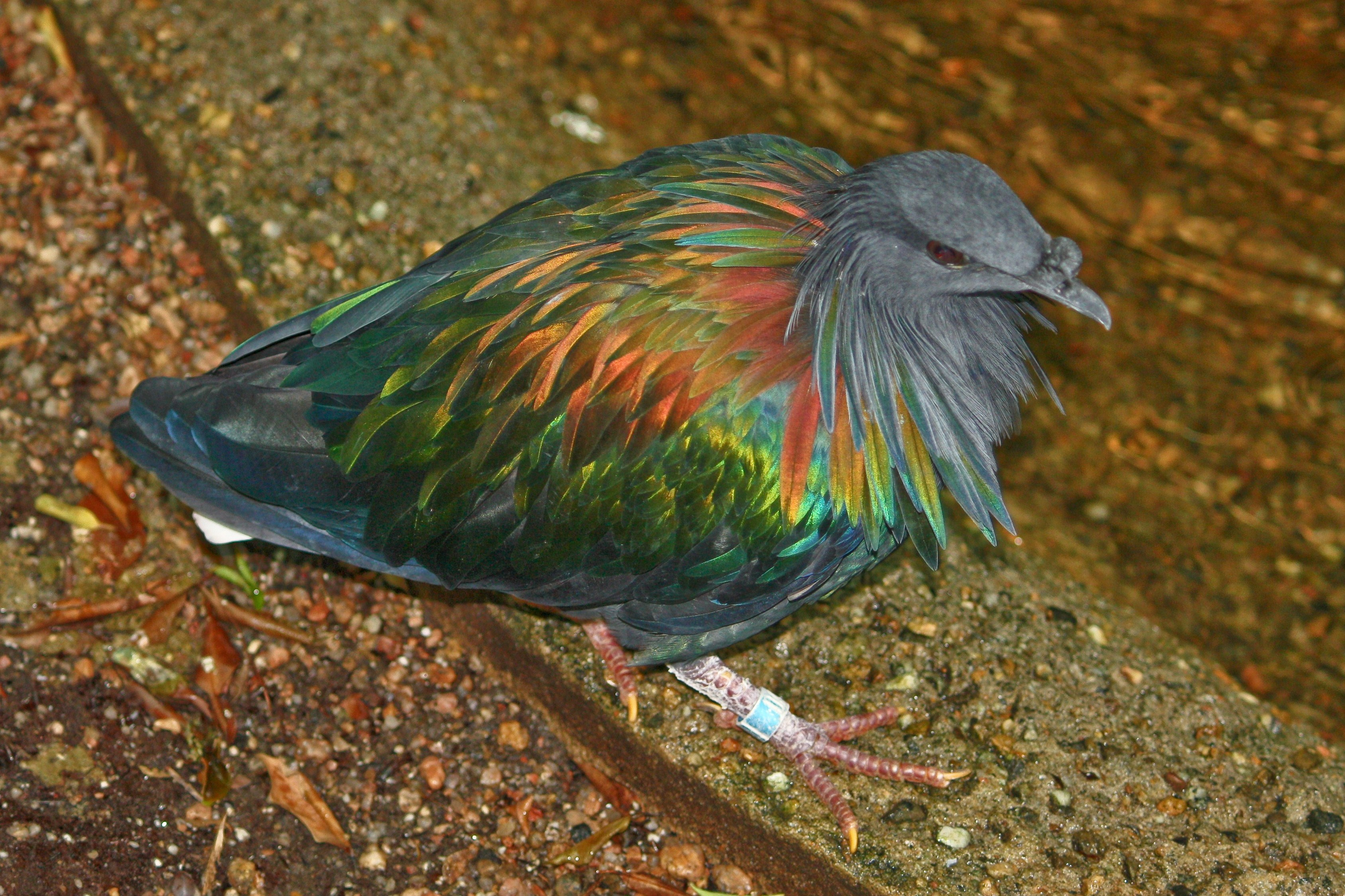
Een manenduif in de dierentuin van Denver.

|  | Manenduif (Caloenas nicobarica)                                                                       |
|  | |
|  | \| \| Rodriguessolitaire (Pezophaps solitaria) \| \| \| \| \| \| Dodo (Raphus cucullatus) \| \| \| \| |
|  | |
|  | Rodriguessolitaire (Pezophaps solitaria)                                                              |
|  | |
|  | Dodo (Raphus cucullatus)                                                                              |
|  | |

|  | Rodriguessolitaire (Pezophaps solitaria) |
|  |                                          |
|  | Dodo (Raphus cucullatus)                 |
|  |                                          |

|  | Manenduif (Caloenas nicobarica)                                                                       |
|  | |
|  | \| \| Rodriguessolitaire (Pezophaps solitaria) \| \| \| \| \| \| Dodo (Raphus cucullatus) \| \| \| \| |
|  | |
|  | Rodriguessolitaire (Pezophaps solitaria)                                                              |
|  | |
|  | Dodo (Raphus cucullatus)                                                                              |
|  | |

|  | Rodriguessolitaire (Pezophaps solitaria) |
|  |                                          |
|  | Dodo (Raphus cucullatus)                 |
|  |                                          |

|  | Manenduif (Caloenas nicobarica)                                                                       |
|  | |
|  | \| \| Rodriguessolitaire (Pezophaps solitaria) \| \| \| \| \| \| Dodo (Raphus cucullatus) \| \| \| \| |
|  | |
|  | Rodriguessolitaire (Pezophaps solitaria)                                                              |
|  | |
|  | Dodo (Raphus cucullatus)                                                                              |
|  | |

|  | Rodriguessolitaire (Pezophaps solitaria) |
|  |                                          |
|  | Dodo (Raphus cucullatus)                 |
|  |                                          |

|  | Manenduif (Caloenas nicobarica)                                                                       |
|  | |
|  | \| \| Rodriguessolitaire (Pezophaps solitaria) \| \| \| \| \| \| Dodo (Raphus cucullatus) \| \| \| \| |
|  | |
|  | Rodriguessolitaire (Pezophaps solitaria)                                                              |
|  | |
|  | Dodo (Raphus cucullatus)                                                                              |
|  | |

|  | Rodriguessolitaire (Pezophaps solitaria) |
|  |                                          |
|  | Dodo (Raphus cucullatus)                 |
|  |                                          |

|  | Manenduif (Caloenas nicobarica)                                                                       |
|  | |
|  | \| \| Rodriguessolitaire (Pezophaps solitaria) \| \| \| \| \| \| Dodo (Raphus cucullatus) \| \| \| \| |
|  | |
|  | Rodriguessolitaire (Pezophaps solitaria)                                                              |
|  | |
|  | Dodo (Raphus cucullatus)                                                                              |
|  | |

|  | Rodriguessolitaire (Pezophaps solitaria) |
|  |                                          |
|  | Dodo (Raphus cucullatus)                 |
|  |                                          |

|  | Manenduif (Caloenas nicobarica)                                                                       |
|  | |
|  | \| \| Rodriguessolitaire (Pezophaps solitaria) \| \| \| \| \| \| Dodo (Raphus cucullatus) \| \| \| \| |
|  | |
|  | Rodriguessolitaire (Pezophaps solitaria)                                                              |
|  | |
|  | Dodo (Raphus cucullatus)                                                                              |
|  | |

|  | Rodriguessolitaire (Pezophaps solitaria) |
|  |                                          |
|  | Dodo (Raphus cucullatus)                 |
|  |                                          |

|  | Manenduif (Caloenas nicobarica)                                                                       |
|  | |
|  | \| \| Rodriguessolitaire (Pezophaps solitaria) \| \| \| \| \| \| Dodo (Raphus cucullatus) \| \| \| \| |
|  | |
|  | Rodriguessolitaire (Pezophaps solitaria)                                                              |
|  | |
|  | Dodo (Raphus cucullatus)                                                                              |
|  | |

|  | Rodriguessolitaire (Pezophaps solitaria) |
|  |                                          |
|  | Dodo (Raphus cucullatus)                 |
|  |                                          |

|  | Manenduif (Caloenas nicobarica)                                                                       |
|  | |
|  | \| \| Rodriguessolitaire (Pezophaps solitaria) \| \| \| \| \| \| Dodo (Raphus cucullatus) \| \| \| \| |
|  | |
|  | Rodriguessolitaire (Pezophaps solitaria)                                                              |
|  | |
|  | Dodo (Raphus cucullatus)                                                                              |
|  | |

|  | Rodriguessolitaire (Pezophaps solitaria) |
|  |                                          |
|  | Dodo (Raphus cucullatus)                 |
|  |                                          |

|  | Manenduif (Caloenas nicobarica)                                                                       |
|  | |
|  | \| \| Rodriguessolitaire (Pezophaps solitaria) \| \| \| \| \| \| Dodo (Raphus cucullatus) \| \| \| \| |
|  | |
|  | Rodriguessolitaire (Pezophaps solitaria)                                                              |
|  | |
|  | Dodo (Raphus cucullatus)                                                                              |
|  | |

|  | Rodriguessolitaire (Pezophaps solitaria) |
|  |                                          |
|  | Dodo (Raphus cucullatus)                 |
|  |                                          |

|  | Manenduif (Caloenas nicobarica)                                                                       |
|  | |
|  | \| \| Rodriguessolitaire (Pezophaps solitaria) \| \| \| \| \| \| Dodo (Raphus cucullatus) \| \| \| \| |
|  | |
|  | Rodriguessolitaire (Pezophaps solitaria)                                                              |
|  | |
|  | Dodo (Raphus cucullatus)                                                                              |
|  | |

|  | Rodriguessolitaire (Pezophaps solitaria) |
|  |                                          |
|  | Dodo (Raphus cucullatus)                 |
|  |                                          |

|  | Manenduif (Caloenas nicobarica)                                                                       |
|  | |
|  | \| \| Rodriguessolitaire (Pezophaps solitaria) \| \| \| \| \| \| Dodo (Raphus cucullatus) \| \| \| \| |
|  | |
|  | Rodriguessolitaire (Pezophaps solitaria)                                                              |
|  | |
|  | Dodo (Raphus cucullatus)                                                                              |
|  | |

|  | Rodriguessolitaire (Pezophaps solitaria) |
|  |                                          |
|  | Dodo (Raphus cucullatus)                 |
|  |                                          |

|  | Manenduif (Caloenas nicobarica)                                                                       |
|  | |
|  | \| \| Rodriguessolitaire (Pezophaps solitaria) \| \| \| \| \| \| Dodo (Raphus cucullatus) \| \| \| \| |
|  | |
|  | Rodriguessolitaire (Pezophaps solitaria)                                                              |
|  | |
|  | Dodo (Raphus cucullatus)                                                                              |
|  | |

|  | Rodriguessolitaire (Pezophaps solitaria) |
|  |                                          |
|  | Dodo (Raphus cucullatus)                 |
|  |                                          |

|  | Manenduif (Caloenas nicobarica)                                                                       |
|  | |
|  | \| \| Rodriguessolitaire (Pezophaps solitaria) \| \| \| \| \| \| Dodo (Raphus cucullatus) \| \| \| \| |
|  | |
|  | Rodriguessolitaire (Pezophaps solitaria)                                                              |
|  | |
|  | Dodo (Raphus cucullatus)                                                                              |
|  | |

|  | Rodriguessolitaire (Pezophaps solitaria) |
|  |                                          |
|  | Dodo (Raphus cucullatus)                 |
|  |                                          |

|  | Manenduif (Caloenas nicobarica)                                                                       |
|  | |
|  | \| \| Rodriguessolitaire (Pezophaps solitaria) \| \| \| \| \| \| Dodo (Raphus cucullatus) \| \| \| \| |
|  | |
|  | Rodriguessolitaire (Pezophaps solitaria)                                                              |
|  | |
|  | Dodo (Raphus cucullatus)                                                                              |
|  | |

|  | Rodriguessolitaire (Pezophaps solitaria) |
|  |                                          |
|  | Dodo (Raphus cucullatus)                 |
|  |                                          |

|  | Manenduif (Caloenas nicobarica)                                                                       |
|  | |
|  | \| \| Rodriguessolitaire (Pezophaps solitaria) \| \| \| \| \| \| Dodo (Raphus cucullatus) \| \| \| \| |
|  | |
|  | Rodriguessolitaire (Pezophaps solitaria)                                                              |
|  | |
|  | Dodo (Raphus cucullatus)                                                                              |
|  | |

|  | Rodriguessolitaire (Pezophaps solitaria) |
|  |                                          |
|  | Dodo (Raphus cucullatus)                 |
|  |                                          |

|  | Manenduif (Caloenas nicobarica)                                                                       |
|  | |
|  | \| \| Rodriguessolitaire (Pezophaps solitaria) \| \| \| \| \| \| Dodo (Raphus cucullatus) \| \| \| \| |
|  | |
|  | Rodriguessolitaire (Pezophaps solitaria)                                                              |
|  | |
|  | Dodo (Raphus cucullatus)                                                                              |
|  | |

|  | Rodriguessolitaire (Pezophaps solitaria) |
|  |                                          |
|  | Dodo (Raphus cucullatus)                 |
|  |                                          |

### Indeling
De dodo behoort samen met de rodriguessolitaire (Pezophaps solitaria) tot de onderfamilie van de dodo's (Raphinae). De rodriguessolitaire kwam endemisch voor op het eiland Rodriguez. Lange tijd werd verondersteld dat er nog een derde soort dodo was maar dit wordt beschouwd als achterhaald. Deze hypothetische derde soort zou endemisch geleefd hebben op het eiland Réunion.
De Raphinae zijn een onderfamilie van vogels uit de orde duifachtigen (Columbiformes). Ze werden in het verleden ook wel tot een aparte familie gerekend; Raphidae. Vroeger werden de dodo en verwanten tot de onderfamilie Didinae gerekend, die niet meer wordt erkend. De dodo wordt vaak loopvogel genoemd omdat hij niet kon vliegen maar de soort behoort niet tot de biologische groep met dezelfde naam, de loopvogels (Ratites). Tot de loopvogels worden wel de struisvogels en de kiwi's (Apterygiformes) gerekend. Vanwege de gekromde, roofvogelachtige snavel werd de dodo vroeger aan de roofvogels toegewezen.
De dodo en de rodriguessolitaire zijn het meest verwant aan de manenduif (Caloenas nicobarica), een duif uit Zuidoost-Azië. Bijna net zo nauw verwant zijn de kroonduiven (Goura spp.) uit Nieuw-Guinea. Er werd al langer gedacht dat de dodo's aan de duiven zijn verwant dan aan andere vogels, onder andere door de bouw van het skelet. In 1957 zijn de dodo's, de manenduiven en de kroonduiven al eens binnen een aparte familie geplaatst: de Caloenididae. Deze indeling, voorgesteld door de Nederlandse ornitholoog René Verheyen, wordt echter niet meer erkend.
Weer een andere verwant van de dodo is de tandduif (Didunculus strigirostris), met zijn enigszins dodoachtige snavel.

## Verspreiding en habitat

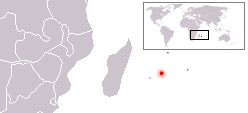
Verspreidingsgebied (Mauritius)

De dodo was endemisch op Mauritius. Dit eiland heeft een vulkanische oorsprong en een harde, rotsachtige bodem. Het is met een oppervlakte van ongeveer 2000 km² kleiner dan Réunion (2500 km²) maar veel groter dan Rodriguez (110 km²). De drie eilanden vormen samen met een aantal atollen de Mascarenen, een geïsoleerde eilandengroep ten oosten van Madagaskar. Mauritius zelf ligt ongeveer 830 kilometer ten oosten van Madagaskar. De eilanden werden waarschijnlijk al ontdekt in de tiende eeuw door Arabische reizigers. De eerste vermelding op een kaart stamt uit 1502. In 1507 werd het eiland bezocht door de Portugezen. De Nederlanders waren de eersten die zich vestigden op het eiland, Mauritius werd bezocht in 1598. De commandant van de vloot, Admiraal Wybrand van Warwijck vernoemde het eiland naar de toenmalige legerleider Maurits graaf van Nassau (Maurits van Oranje), de zoon van Willem van Oranje.
In 1606 beschreef Cornelis Matelieff de Jonge in zijn verslag de merkwaardige flora en fauna van het eiland, waaronder de dodo. Op het eiland kwamen behalve grote aantallen dodo's ook veel soorten vliegende vogels voor zoals duiven en papegaaien. Deze nestelden echter in bomen. De dodo was een bodembewoner die leefde in open plekken in het bos. De leefomgeving van de dodo werd door de mens binnen korte tijd aanzienlijk veranderd. De Nederlandse commandeur Adriaan van der Stel kreeg de opdracht om op het eiland een suikercultuur te introduceren. Suiker was in die tijd een relatief kostbaar product. De bomen in het natuurlijke verspreidingsgebied werden gekapt om plaats te maken voor suikerrietplantages. Hierdoor werd het landschap steeds kaler en verdwenen delen van de natuurlijke habitat. De klimatologische omstandigheden van Mauritius zijn echter niet veranderd en zijn tegenwoordig hetzelfde als toen de dodo er nog rondliep.

## Ontdekkingsgeschiedenis

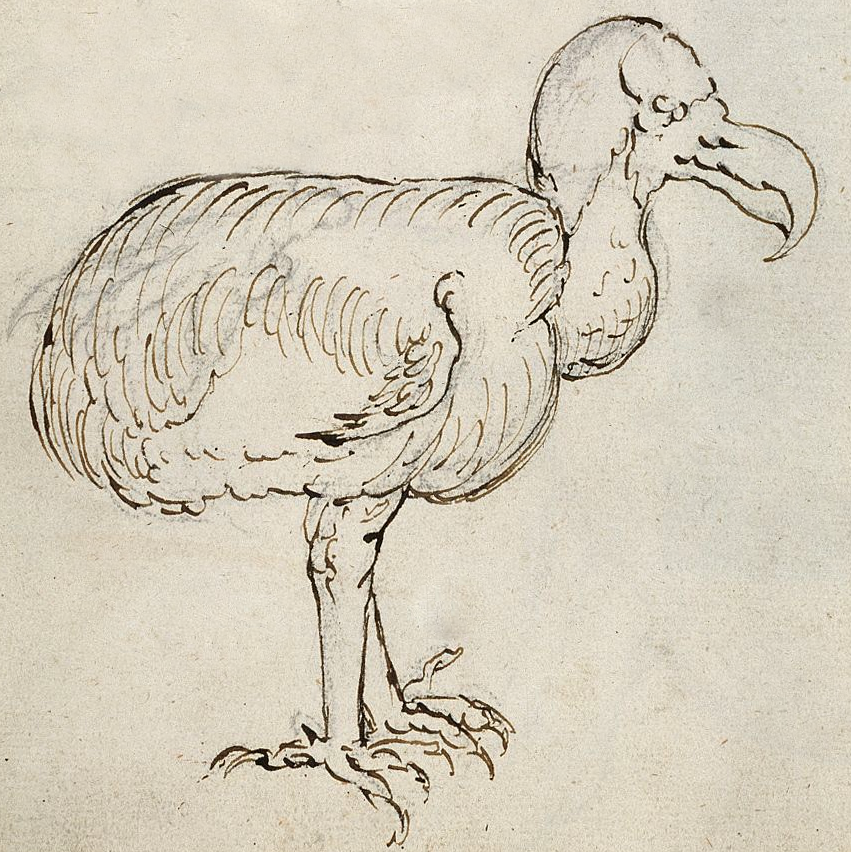
Dodo uit het reisverslag van het VOC-schip Gelderland (1602)

De eerste vermelding van de dodo kwam in 1507 van Portugese zeelieden onder leiding van kapitein Pedro Mascarenhas. De reisverslagen werden door de Portugezen geheim gehouden om de concurrentie niet wijzer te maken en deze verslagen zijn nooit openbaar gemaakt.
Mauritius werd door de Portugezen aangeduid als "zwaneneiland" vanwege de grote aantallen dodo's die er rondliepen die enige gelijkenis vertoonden met zwanen. De dodo werd ook door de Nederlanders vaak vergeleken met een zwaan, zoals blijkt uit een tekst uit 1601:
Vogels seer soo groot als bij ons de Swanen, met groote hoofden ende op het hooft een vel in maniere van een kapken. Hadden geen vleughels dan in plaetse van dien 3. oft 4. swarte pennekens ende daer haren steert souden staen stonden 4. oft 5. gekrulde pluimkens van coleur graeuwachtigh.
Vertaling: "De vogels waren zo groot als zwanen, met een groot hoofd en een verentooi in de vorm van een hoed. Ze hadden geen vleugels maar drie of vier slagpennen en een staart die bestond uit vier of vijf gekrulde veren".
De Portugezen hebben het eiland na hun bezoek in 1507 niet gekoloniseerd. Mauritius was dus nog onbewoond toen enkele schepen uit de Tweede Schipvaart in 1598 het eiland aandeden om er vers water en voedsel te zoeken. Admiraal Jacob Cornelisz van Neck had de leiding over de expeditie maar is zelf nooit aan land gekomen. Vice-admiraal Wybrand van Warwijck organiseerde drie verkenningstochten op het eiland. De stuurman Heyndrick Dircksz Jolinck was daarbij aanwezig en waarschijnlijk is hij de eerste die de dodo heeft beschreven. In het journaal van de Tweede Schipvaart (1598) onder Van Neck en Van Warwijck wordt voor het eerst vermeld:
Dese voghels noemdem wy Walchvoghels, eensdeels om dat, alhoewel sy langh soden, seer tay om eeten waren, doch de maghe met de borst was seer goet, ten anderen uyt oorsaken dat wy de menichte vande Tortelduyfkens conden becomen, de welcke ons vry wat lieffelicker van smaeck waren (...)
Vertaling: "Deze vogels noemden wij walgvogels, enerzijds omdat ze, ondanks lang koken, erg taai waren, de maag en de borst smaakten echter goed, en anderzijds omdat wij veel tortelduifjes konden vangen, die heel wat beter smaakten (...)".
Het eiland werd in de zeventiende eeuw door de Vereenigde Oostindische Compagnie (VOC) gekoloniseerd. Mauritius werd door de organisatie als aanloophaven gebruikt voor reizen naar Azië en Japan, of terug naar het vaderland. In 1638 had Nederland op Mauritius een groot fort gebouwd, genoemd naar stadhouder Frederik Hendrik, de halfbroer van de naamgever prins Maurits. De vogel leed wel enigszins onder de gevolgen van de kolonisatie, maar zou daardoor niet uitsterven.

### Eetbaarheid
De dodo werd ook wel "walgvogel" genoemd en er is wel beschreven dat het vlees niet lekker smaakte. In 1646 wordt in het boek Begin ende Voortgangh van de Vereenighde Nederlantsche Geoctroyeerde Oost-Indische Compagnie de volgende beschrijving gegeven:
Men vinter … sekeren vogel, die van sommige Dodaersen genaemt wort, van andere Dronten, de eerste die hier arriveerden hietense walgh-voghels om datse andere genoech konden krijgen.
Vertaling: "Men vindt er een bepaalde vogel, die door sommigen dodaars wordt genoemd, door anderen dronten, maar de eersten die hier arriveerden noemden ze walgvogels omdat ze genoeg andere (vogels) konden vangen".

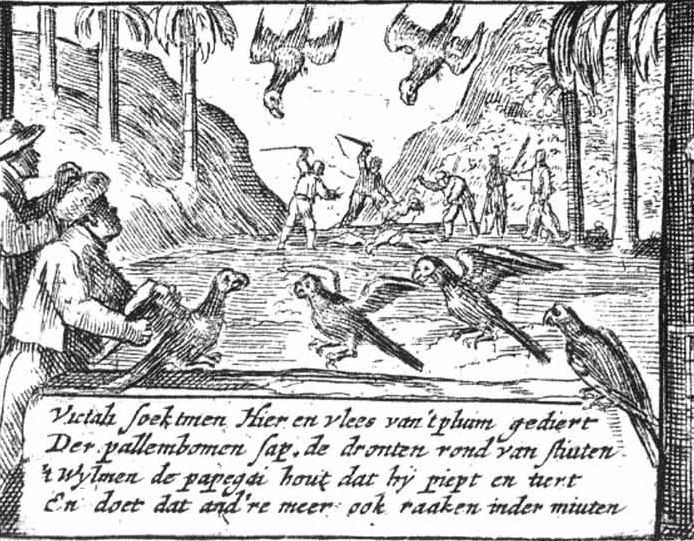
De ondergang van de dodo in beeld; op deze tekening van Willem van West-Zanen uit 1602 is op de achtergrond waarschijnlijk het doodslaan van dodo's te zien.

Andere historische en archeologische bronnen geven weer een ander beeld. Het reisverslag van het VOC-schip de Gelderland (1602) vermeldt het volgende over de dodo:
Deese vogels vanckt men op het eijlandt Mauritius in grote menichten want sij en connen [niet] vlien ende is goet eeten ende verversing. Hebben dickmaels steenen inde maech ende als eijren somtijts grooter ende cleijnder. Sijnde genaempt griffeendt ofte cermes gaensen.
Vertaling: "Deze vogels vangt men op het eiland Mauritius in grote aantallen want ze kunnen niet vliegen en zijn goed te eten. Ze hebben vaak stenen in de maag, zo groot als eieren, soms groter, soms kleiner. Ze worden grifeend of kermisgans genoemd".
De citaten geven het idee dat het vlees eerder taai dan vies was. Waarschijnlijk hadden andere vogels, zoals (vliegende) duiven, rallen en papegaaien een betere smaak waardoor deze de voorkeur hadden boven het vlees van de dodo. Cornelis Matelieff de Jonge beschreef naar aanleiding van zijn bezoek in de zomer van 1606 dat er een duidelijke voorkeur was voor het vlees van zeekoeien, zeeschildpadden en fruitetende vleermuizen boven het vlees van dodo's en landschildpadden. De reden hiervoor was dat deze laatste twee dieren in dit seizoen op hun voedselreserves aan het interen waren en minder vet bevatten. Het vlees van de dodo werd vaak eerst gezouten (gepekeld) zodat het langer houdbaar was. Onder andere van Steven van der Hagen is beschreven dat hij gezouten dodovlees heeft gegeten.
Er zijn veel onjuiste verhalen in omloop dat dodo's in groten getale door de matrozen als etenswaar van het eiland gehaald zijn. In het afval van het Nederlandse fort zijn botten gevonden van allerlei door de kolonisten meegevoerde diersoorten zoals honden, apen, katten, varkens en geiten. Er werd echter geen enkel bot van een dodo aangetroffen.

## Dodo in andere landen

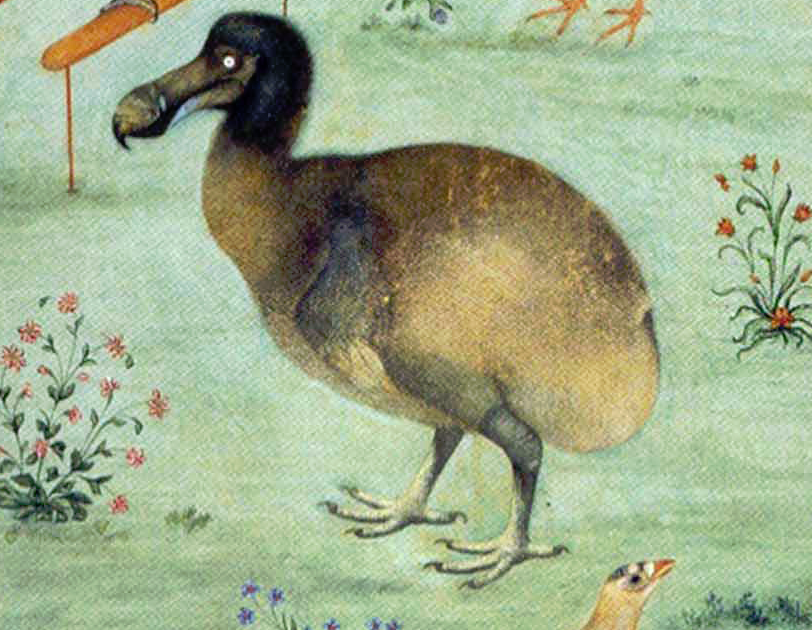
Dodo van Surat, toegeschreven aan Ustad Mansur, miniatuur, circa 1625

Dodo's werden door zeelui regelmatig mee naar huis genomen om ze te verkopen als curiositeit. De dodo werd letterlijk als een vreemde vogel beschouwd omdat het dier niet kon vliegen. Dergelijke vogels werden niet goed begrepen in de westerse wereld. Het totale aantal uitgevoerde dodo's naar andere landen wordt geschat op zeventien, andere schattingen gaan uit van veertien of vijftien. Onder andere in India werden twee dodo's gezien in Surat door de Engelse handelsreiziger Peter Mundy (1600–1667).
Van de dodo zijn verschillende exemplaren naar Europa gebracht aan het eind van de zestiende en het begin van de zeventiende eeuw. Ten minste drie dodo's werden gezien in Europa, hoewel er in twee gevallen geen hard bewijs is dat ze ook levend aankwamen. De eerste dodo arriveerde tussen 1605 en 1610 in Wenen en was een geschenk aan de Oostenrijkse Keizer Rudolf II. Deze vorst had een enorme collectie opgezette dieren in zijn zogenaamde Kunst- und Wunderkammer, een soort menagerie.
Een tweede exemplaar werd naar Amsterdam gebracht in 1626. Mogelijk heeft deze dodo enige tijd geleefd in de menagerie -een soort voorloper van een dierentuin- van Maurits van Oranje.
De Zuid-Nederlandse kunstenaar Roelant Savery schilderde rond 1610 een dodo op het schilderij 'De verzoeking van de heilige Antonius',:78 en het schilderij 'Een dodo met enkele andere vogels' van rond 1630 wordt aan hem toegeschreven.:75 De Noord-Nederlandse schilder Adriaen van de Venne heeft in 1626 een tekening van een dodo gemaakt. Waarschijnlijk vertoonde deze dodo misvormingen vanwege de lange reis en verkeerd voedsel zodat het dier was vetgemest. Er zijn zelfs aanwijzingen dat Van den Venne de dodo die hij schilderde zelf nooit gezien heeft. De tekeningen van de dodo die in Amsterdam werd gehouden stonden model voor veel van de latere tekeningen van de vogel.
 Een derde exemplaar kwam in 1638 aan in Londen waar het publiekelijk te bezichtigen was. De Britse schrijver en theoloog Hamon L’Estrange was een van de toeschouwers en maakte hier verslag van. Hierdoor is de dodo van Londen de enige waarvan onomstotelijk is vastgesteld dat het levend Europa heeft bereikt.

## Bedreiging en uitsterven
De bioloog Richard Owen verklaarde het uitsterven van de dodo door zijn "gedegenereerde en imperfecte bouw" maar dit wordt tegenwoordig als achterhaald beschouwd. Volgens nieuwe inzichten vond er een drastische klimaatomslag plaats op Mauritius, ongeveer 4200 jaar geleden. Deze had een eeuwenlange droogte tot gevolg, die de dodo echter wist te overleven.
De dodo is ten onder gegaan als gevolg van de introductie van verschillende dieren door de mens op Mauritius, voornamelijk varkens, honden, ratten en apen. Cornelis Matelieff de Jonge was de eerste die enkele invasieve roofdieren op het eiland beschreef, zoals de zwarte rat en de makaak, een kleine aap. Beide dieren waren een geduchte vijand voor de eieren van de dodo. De dodo maakte geen nesten in bomen maar op de grond, waardoor de eieren gemakkelijk konden worden buitgemaakt door de verschillende invasieve soorten. Ook het kappen van grote hoeveelheden bomen is waarschijnlijk van invloed geweest. Er zijn echter nog steeds dichte bossen op Mauritius waarin dieren zich makkelijk kunnen verstoppen. Dit is een aanwijzing dat de dodo niet direct door de mens is uitgeroeid, maar door de geïntroduceerde dieren. Dieren zoals ratten en varkens waren daarnaast waarschijnlijk geduchte voedselconcurrenten van de dodo en andere dieren op Mauritius.
In het jaar 1647 werd voor het laatst een betrouwbare beschrijving van een dodo gemaakt, waarbij ook onomstotelijk is vastgesteld dat het dier nog leefde. In dit jaar werd een dodo – samen met een hert – geschonken aan een Japanse shogun. De dodo werd vermeld op de dagregisters van het schip en heeft de reis van Mauritius naar Japan overleefd. Nadat het dier op Japan was aangekomen is er niets meer van vernomen.
Als jaartal van uitsterven wordt het meest 1662 genoemd, toen de dodo op een eilandje bij Mauritius werd waargenomen door Volkert Evertsz, een schipbreukeling van het gezonken schip de Arnhem. De dodo moet toen al erg zeldzaam geweest zijn, aangezien een eerdere waarneming 24 jaar eerder was gedaan. Het is aannemelijk dat de dodo nog een tijdlang na 1662 overleefde zonder dat iemand er een zag. Een andere onbevestigde melding komt van een ontsnapte slaaf genaamd Simon, die beweerde dat hij nog in 1674 een dodo gezien had. Er zijn echter twijfels over deze waarneming. Ook het jaartal 1681 wordt vaak genoemd voor het definitieve einde van de dodo. Het laatste verslag van levende dodo's stamt uit 1681, toen Benjamin Harry, de eerste stuurman van de Berkeley Castle, met zijn schip bij Mauritius aanlegde. Over de betrouwbaarheid van deze latere waarnemingen bestaat echter grote twijfel. De Franse Hugenoot François Leguat, die in 1693 op Mauritius aankwam, maakte in zijn verslag geen melding meer van de dodo, zodat we moeten aannemen dat hij toen verdwenen was.
De wetenschappers David Roberts en Andrew Solow schreven in 2003 in het blad Nature dat ze een statistische methode ontwikkeld hadden waarmee berekend kon worden hoelang een soort waarschijnlijk overleefde na de laatste waarneming. Ze gebruikten de tien laatste waarnemingen van de dodo en kwamen tot de conclusie dat de dodo vermoedelijk pas uitstierf rond 1690.
De dodo is niet bepaald de enige vogel die op Mauritius is uitgestorven; van de oorspronkelijke 45 soorten vogels verdwenen er uiteindelijk 24. De dodo was ook niet de enige vogel met gedegenereerde vleugels. Ook de rode ral (Aphanapteryx bonasia) kon niet meer vliegen en kwam in de zeventiende eeuw voor op het eiland. Deze soort stierf eveneens uit door toedoen van de geïntroduceerde dieren door de mens, maar heeft nooit de bekendheid gekregen die de dodo geniet. De rode ral verdween vermoedelijk rond 1700. Andere uitgestorven vogels die endemisch op Mauritius leefden zijn onder andere de mauritiuseend (Anas theodori), de mauritiusgans (Alopochen mauritiana) en de mauritiuskwak (Nycticorax mauritianus).
De dodo was lange tijd slechts een van zovele uitgestorven dieren door toedoen van de mens. Later besefte men dat de dodo lang niet de enige diersoort was die door direct handelen van de mens was uitgestorven. Deze vrij recente uitstervingsgolf waarbij allerlei dieren verdwijnen door toedoen van de mens wordt wel de holocene extinctie genoemd, ook de naam antropogene extinctie wordt wel gebruikt wat de lading beter dekt. Tegenwoordig is de dodo een van de bekendste dieren die door de mens is uitgeroeid. Waar de reuzenpanda een iconisch symbool is voor bedreigde diersoorten vervult de dodo deze rol als het uitgestorven dieren betreft.

## Dodo volgens schetsen en tekeningen

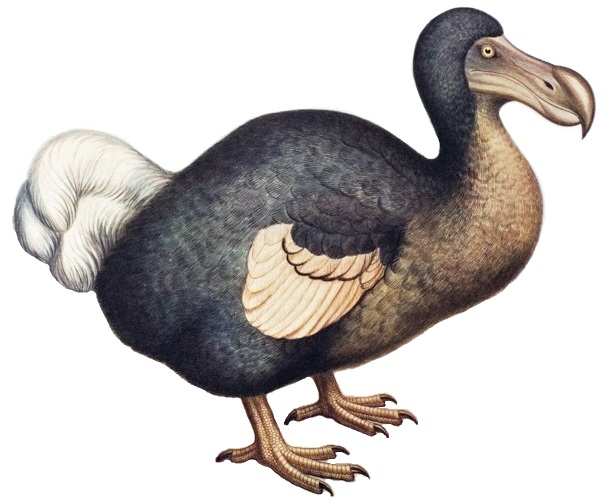
Dodo als dikke, plompe vogel (1917)

De dodo leefde tot enkele honderden jaren geleden en is dus vrij recentelijk uitgestorven. Van de meeste uitgestorven dieren zijn alleen fossiele sporen bekend. Van recentelijk verdwenen vogelsoorten is meestal wel een geprepareerd exemplaar bekend. Een opgezette vogel wordt ook wel een balg genoemd. Van de dodo is er echter geen enkele bewaard gebleven; alleen botten van verschillende exemplaren, enkele schedels en een poot resteren nog.
De meeste schetsen van de dodo zijn gebaseerd op opgezette exemplaren. Deze hadden vaak geen natuurgetrouwe lichaamsvorm. De lijken van vogels werden toentertijd simpelweg volgepropt met stro of ander plantaardig materiaal tot het 'vol' was, hierbij had men geen oog voor de oorspronkelijke lichaamsverhoudingen. Andere tekeningen zijn gebaseerd op dieren die langere tijd in gevangenschap werden gehouden en sterk overvoerd werden. De dieren kregen aan boord van schepen voornamelijk scheepsbeschuit te eten en hadden zeer weinig lichaamsbeweging. Daarnaast vertoonden dodo's die werden meegenomen naar het thuisland vaak misvormingen. De dieren werden in kratten vervoerd zodat ze maandenlang in een onnatuurlijke, gehurkte houding moesten zitten.
Schilderijen werden vaak vervaardigd zonder dat de kunstenaar het geportretteerde onderwerp in levenden lijve had gezien. Veel tekeningen zijn gekopieerd of nageschilderd naar overvoerde dodo's of slecht opgezette exemplaren. Reisverslagen van zeelui die de dodo wel hebben gezien, zijn tegenstrijdig. Sommigen spreken van slanke dodo's die rechtop staan, anderen van dikke dodo's die door hun poten zijn gezakt en met hun achterste over de grond slepen.
Op latere schetsen werd het postuur veel forser voorgesteld. Waarschijnlijk deden de tekenaars dit ook om hun tekening spectaculairder te maken. Ook in verschillende reisverslagen wordt de dodo anders voorgesteld dan de dieren er in werkelijkheid uitzagen. Willem IJsbrantsz. Bontekoe schreef in 1646 een verslag van zijn verblijf op Réunion in het jaar 1619. Bontekoe schreef dat de dodo zo dik was dat het dier nauwelijks kon lopen. De waarnemingen van Bontekoe worden echter als onbetrouwbaar beschouwd.
Afbeeldingen van de dodo wijken sterk van elkaar af en er zijn vermoedelijk maar weinig natuurgetrouwe schetsen van het dier gemaakt. Wilde dodo's hadden waarschijnlijk geen opvallend groot achterlijf en waren niet zo dik als vaak werd afgebeeld. Uit onderzoek in 2011 blijkt dat de vroegst gemaakte schetsen van de vogels in het wild vermoedelijk het meest natuurgetrouwe beeld geven. Van slechts enkele schetsen is met zekerheid bekend dat ze gemaakt zijn van levende of pas gedode exemplaren op het eiland Mauritius zelf. Deze schetsen zijn waarschijnlijk gemaakt door Joris Joostensz Laerle in 1601, die ook vele andere dieren heeft getekend. Deze schetsen tonen een vrij slanke dodo.
Ook latere wetenschappelijke publicaties door wetenschappers zoals ornithologen en historici over de dodo zijn gebaseerd op speculaties. Dit komt doordat tekeningen en verslagen niet correct zijn geanaliseerd, er te veel waarde is gegeven aan alle mogelijke beschikbare gegevens en onvolkomenheden werden genegeerd. De dodo was populair als studieobject en veel gegevens over het dier die niet goed bekend waren zijn uit enthousiasme door de auteur ingevuld.
Moderne reconstructies door de wetenschappers Kirchner en Hume pleiten voor een slanke dodo die bovendien hard kon lopen. Een reconstructie van de dodo in Naturalis Biodiversity Center in Leiden laat een model zien naar de huidige wetenschappelijke inzichten. Hier is de dodo duidelijk slanker dan veel tekeningen uit de zeventiende eeuw weergeven.

## Overblijfselen

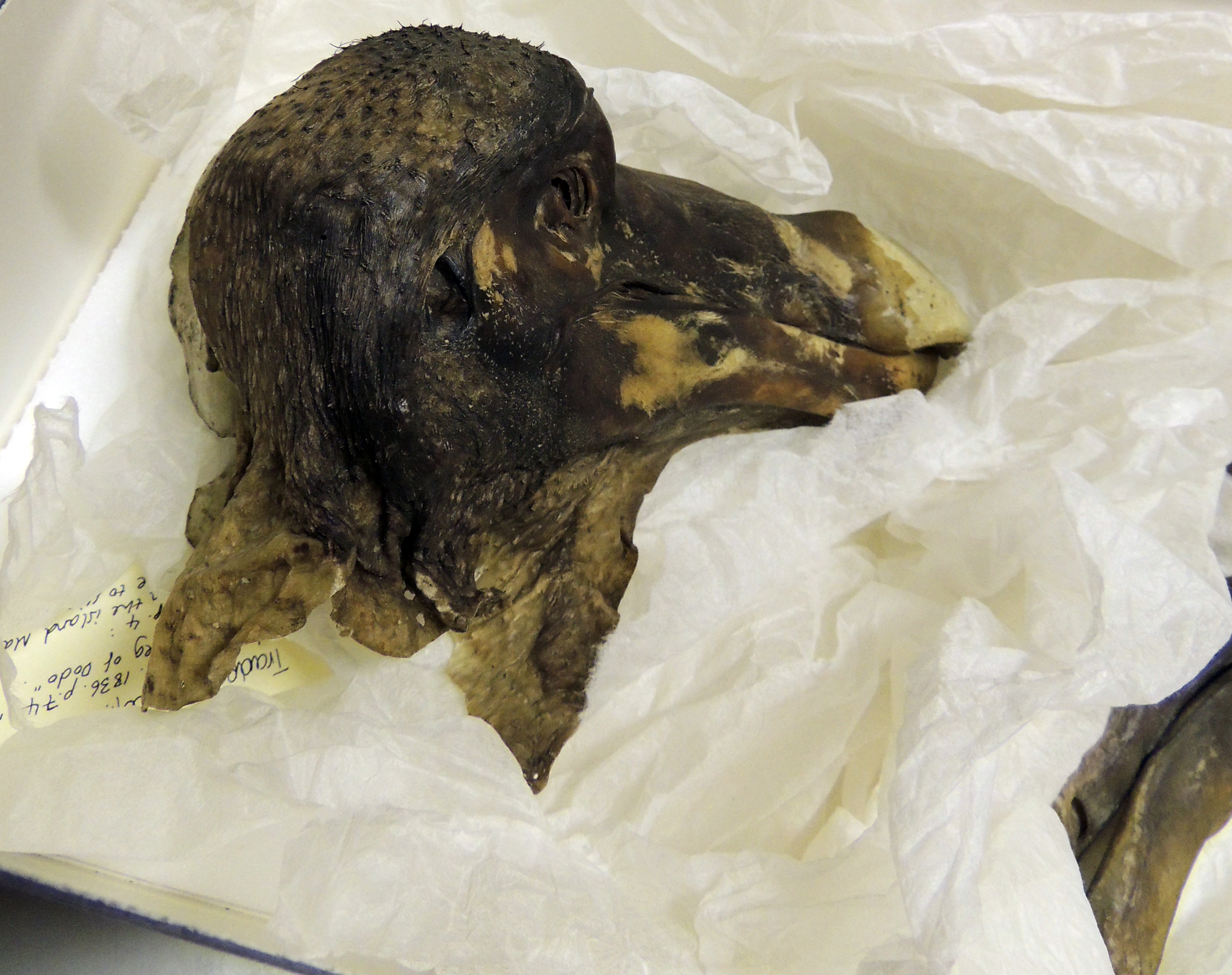
Kop van de dodo uit de collectie van het Oxford University Museum of Natural History

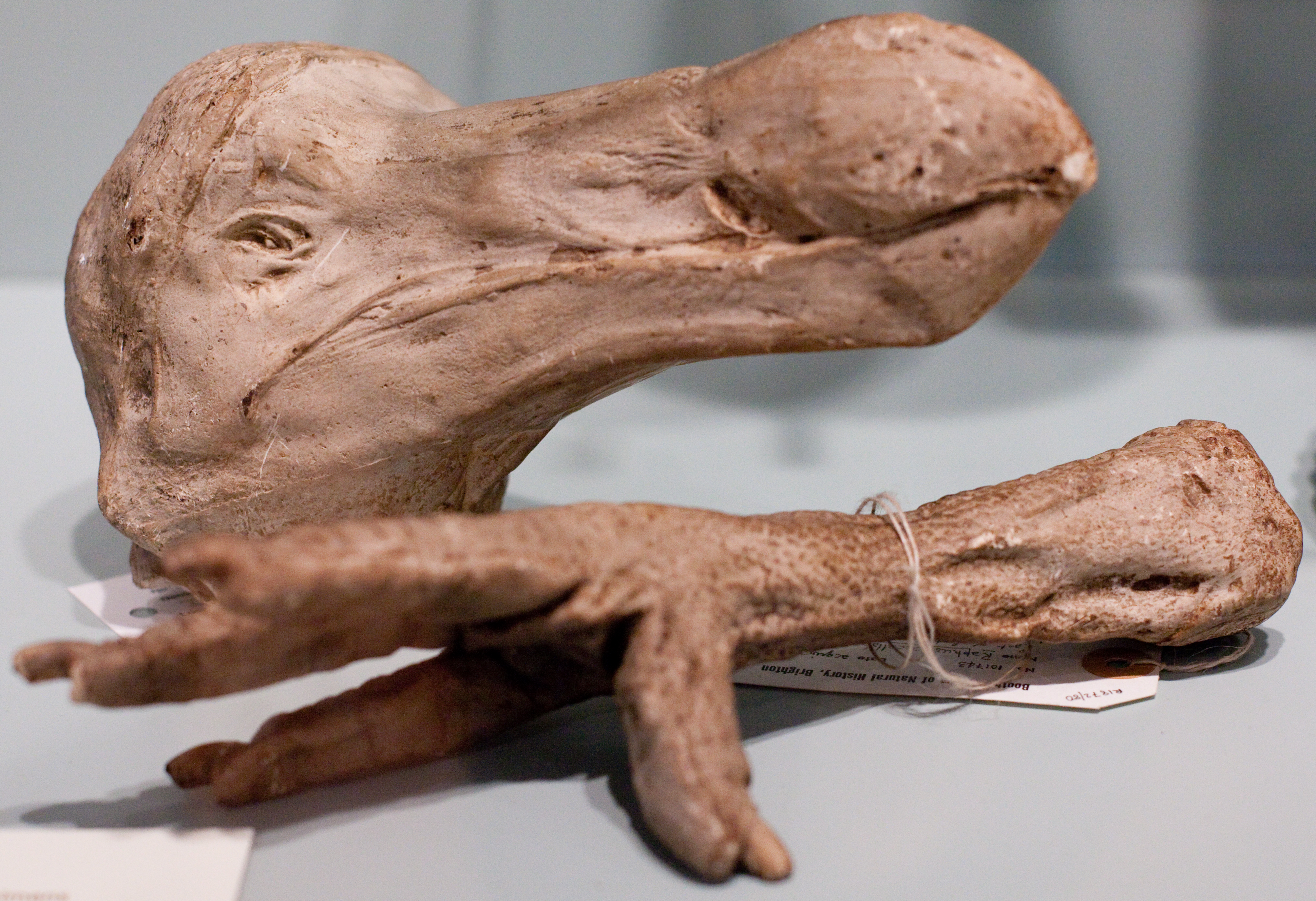
Afgietsels van de enige twee overgebleven resten met zachte weefsels

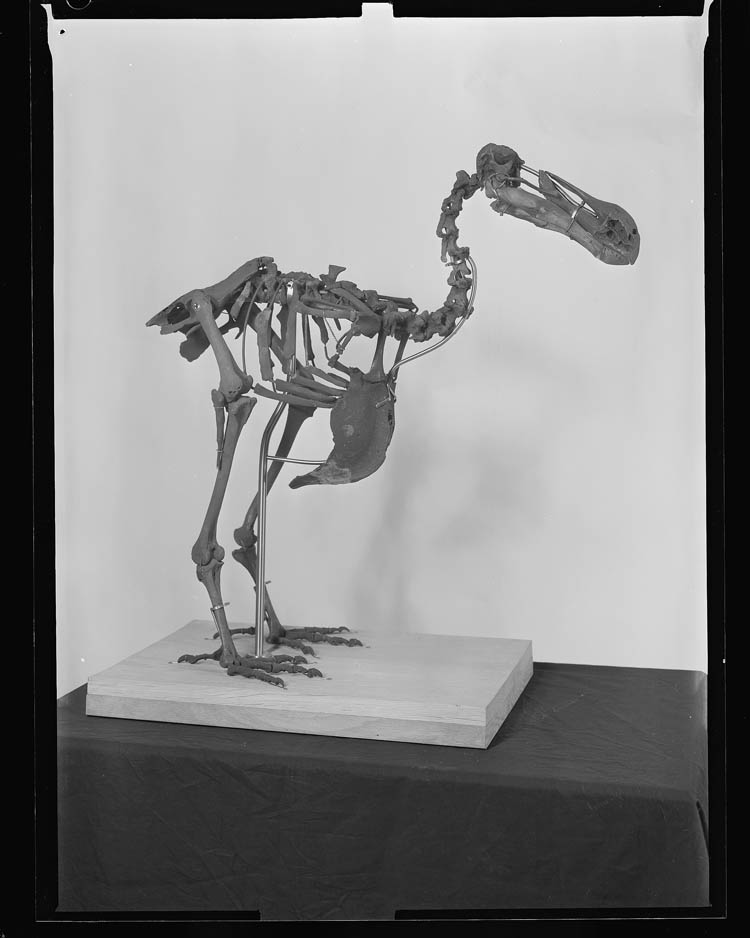
"Dodo van Delft"

Er zijn maar weinig overblijfselen bekend van de dodo. Dit komt omdat in de zeventiende eeuw slechts enkele exemplaren naar Europa zijn gebracht. Als men toen de huidige waarde had gekend van een enkele goed geconserveerde dodo in de 21 eeuw waren er ongetwijfeld meer resten bewaard gebleven. Bovendien stond men er in de zeventiende eeuw niet bij stil dat dieren door de negatieve invloed van mensen konden uitsterven. De eerste wetenschapper die hiervoor waarschuwde was Georges Cuvier in 1796, ruim een eeuw nadat de dodo was verdwenen. De weinige exemplaren die wel in musea terechtkwamen, werden vaak zwaar beschadigd door ongedierte aangezien de taxidermie nog in de kinderschoenen stond.
De dodo was ook niet populair bij verzamelaars. Dit in tegenstelling tot kleurrijke paradijsvogels en levendige papegaaien. Deze waren door hun bonte kleuren en markante veren zeer gewild in menagerieën. Ook opgezette exemplaren van dergelijke felgekleurde soorten vonden gretig aftrek in natuurcollecties.
De enige overblijfselen die nog zachte weefsels bevatten stammen van het exemplaar dat in 1638 in Londen werd gebracht. Het dier overleed en werd opgezet en ergens tussen 1638 en 1652 werd het preparaat verkocht aan een welgestelde familie. Later werd deze dodo geschonken uit de erfenis aan het Ashmolean Museum in Oxford. Het stond hier lange tijd in een depot, maar het werd steeds duidelijker dat dit dier het enige overblijfsel was van een ooit algemeen voorkomende soort. Dit opgezette exemplaar werd later toegevoegd aan de collectie van het Oxford University Museum of Natural History in Engeland. De resten werden echter zwaar aangetast door verschillende insectenlarven en mijten die de veren opaten. Deze plaagdieren bedreigden de gehele collectie en de dodo werd in opdracht van de directeur in 1755 nagenoeg geheel verbrand: alleen de kop en de poot zijn nog over. Hierdoor bevindt zich in Oxford de enige intacte dodokop ter wereld, maar deze is voor het publiek niet te bezichtigen. Rondom de kop is gedroogde huid aanwezig en ook een complete poot heeft de hitte doorstaan.
In het Zoologisk Museum te Kopenhagen bevindt zich een beroemde schedel. Naturalis Biodiversity Center in Leiden bezit negentiende-eeuwse afgietsels van zowel de poot uit Oxford als de schedel uit Kopenhagen. Tevens heeft dit museum twee dijbenen, vier scheenbenen en vier middenvoetsbeentjes in zijn bezit. Het Mineralogisch-Geologisch Museum in Delft had tot 2014 een gereconstrueerd skelet in de collectie dat samengesteld was uit twee dodo's aangevuld met gipsafdrukken. Het skelet was in 1940 aangekocht en is in 2014 aan Naturalis overgedragen. In het Natural History Museum in Port Louis op Mauritius bevindt zich het meest complete dodoskelet, gevonden in 1904 door de amateurpaleontoloog Etienne Thirioux.
In musea over de gehele wereld zijn skeletresten te vinden. Deze stammen vrijwel allemaal uit de negentiende eeuw. In 1865 werden opgravingen gedaan in Mare aux Songes, een moerasgebied. Hier werd een veenlaag van de bodem gehaald waaronder vele dierlijke overblijfselen tevoorschijn kwamen, onder andere botten van de dodo. Aanvankelijk werden de dierlijke botten vermalen om ze als mest te gebruiken op het land, tot ontdekt werd dat sommige botten aan de dodo toebehoorden. De leeftijd van de botten wordt geschat op ongeveer 4000 jaar. Dergelijke oudere botresten van honderden tot duizenden jaren oud die nog niet gefossiliseerd zijn, worden wel subfossiel genoemd.
Skeletten van de dodo in privécollecties worden tegenwoordig voor veel geld verkocht. Een samengesteld skelet dat vrijwel volledig was opgebouwd uit originele botten van verschillende dodo's werd in 2016 verkocht voor een bedrag van £ 350,000; bijna 400.000 euro.

### Expeditie van 2005
In oktober 2005 vonden enkele Nederlandse en plaatselijke onderzoekers op Mauritius enkele honderden botten en resten van het milieu waar de dodo in geleefd zou hebben; die vondsten waren circa 2000 tot 3000 jaar oud. Hiermee zou voor het eerst een beeld geschetst kunnen worden van de leefwijze van de dodo. Van 2 juni tot 3 juli 2006 groef een team van Nederlandse, Britse en plaatselijke biologen, geologen en archeologen op Mauritius naar botten van de dodo. Doel van de expeditie was een reconstructie te maken van de wereld waarin de dodo leefde voordat de westerse mens voet aan land zette op Mauritius en de dodo uitstierf. De expeditie moest meer licht werpen op de oorzaken van het verdwijnen van de dodo en zijn ecosysteem.
Op 23 juni 2006 werd bekendgemaakt dat er een intact skelet van het onderlichaam van een dodo gevonden is; het is een heup, vier bijpassende beenbotten en andere botten, alsmede veel omgevingsmateriaal. Er is goede hoop dat er in het gebied ooit een volledig dodoskelet gevonden zal worden. De gevonden dodo-botten kunnen in Naturalis bekeken worden.

### Expeditie van 2007

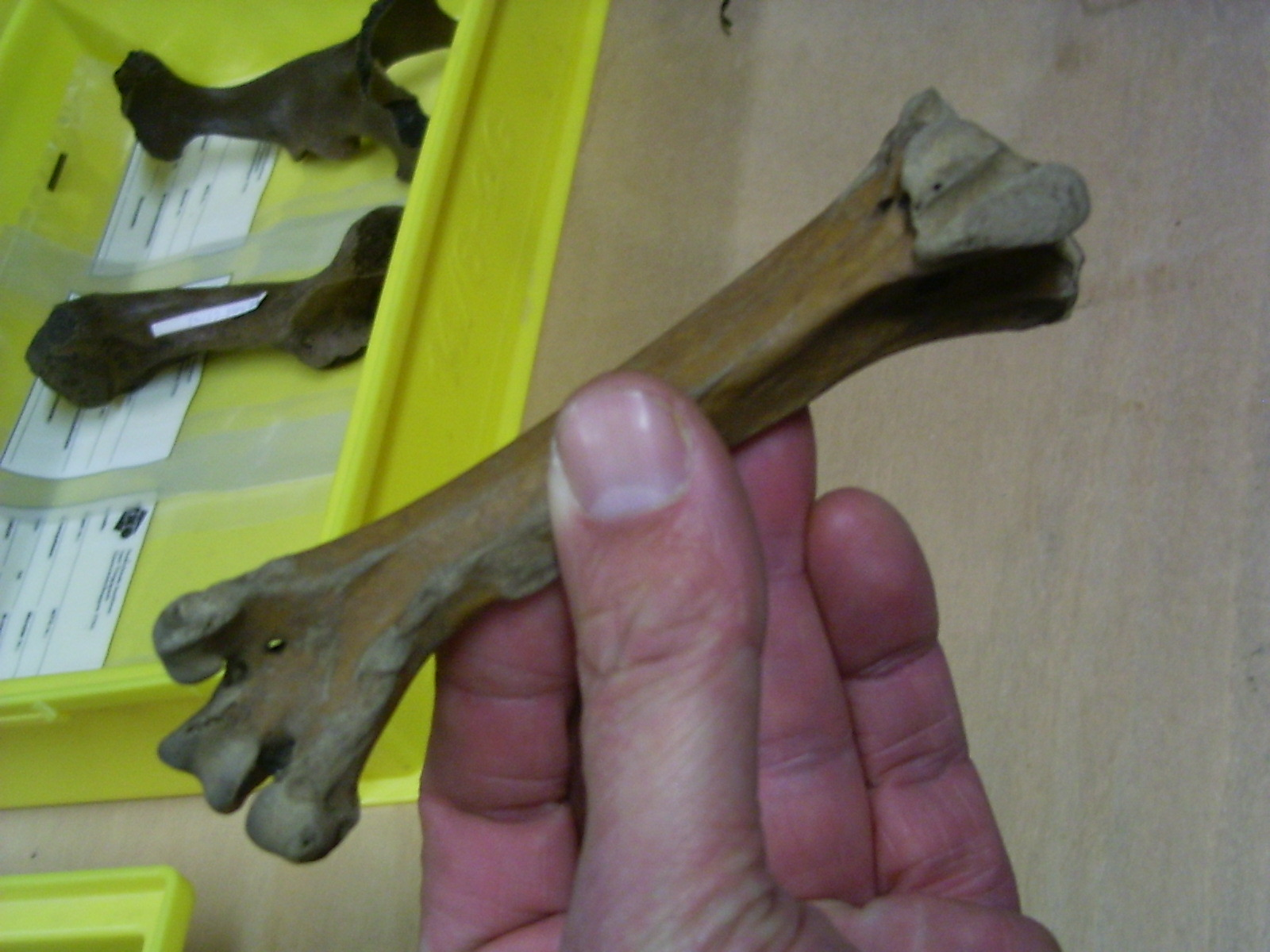
Dodobot dat werd gevonden door de expeditie van 2007

In augustus 2007 is opnieuw een expeditieteam naar Mauritius geweest. Onder de expeditieleden bevonden zich deze keer ook grondwaterdeskundigen van het TNO Bouw en Ondergrond. Zij hebben in het onderzoeksgebied van 2006, het drooggevallen moeras Mare aux Songes aan de zuidoostkant van het eiland, een bouwput gemaakt. Hiertoe werden eerst vier damwanden in de grond gebracht. Daartussenin werd de put uitgegraven. Door wegpompen vanuit de diepte werd voorkomen dat onder de damwanden door water zou toestromen en de put zou vollopen. De put was anderhalve meter diep en drie meter breed. Met Nederlandse trots werd gesproken van een 'Dodo-polder'. De expeditie keerde terug met 4000 botten, niet alleen van de dodo, maar bijvoorbeeld ook van schildpadden. Dertig mud aan opgegraven botten werd in het moeras achtergelaten. Dat achterlaten was de betrouwbaarste manier van bewaren.
De bovenste laag op de plek van de put bestond uit basaltblokken die in de jaren zestig in het moeras waren gedumpt om de malariamug te bestrijden door de habitat van de larven te vernietigen. Onder deze 50 centimeter dikke laag volgt een laag van 140 cm bestaande uit gyttja en houtresten. Daaronder ligt een acht meter dikke laag van koraalzand. Dat koraalzand heeft er waarschijnlijk voor gezorgd dat juist hier zoveel botten te vinden waren. Een vulkanisch eiland als Mauritius heeft over het algemeen een zure bodem. De kalk uit het koraal zorgde ervoor dat het zuur in dit moeras geneutraliseerd werd. In tijden van droogte was hier het enige drinkwater van goede kwaliteit van het eiland te vinden. Het is dus niet vreemd dat alle dieren zich bij dit moeras verzamelden. Of die dieren ook allemaal tegelijk bij een ramp zijn omgekomen, is nog een open vraag. Inmiddels is gebleken dat de fossiele resten 4000 jaar oud zijn.
Een ander doel van de expeditie was onderzoek te doen naar landschappelijke aspecten van het eiland. Men wil proberen het ecosysteem van destijds te reconstrueren. Dat is niet eenvoudig, omdat niet alle levensvormen in gelijke mate bewaard zijn gebleven.

## Uiterlijke kenmerken

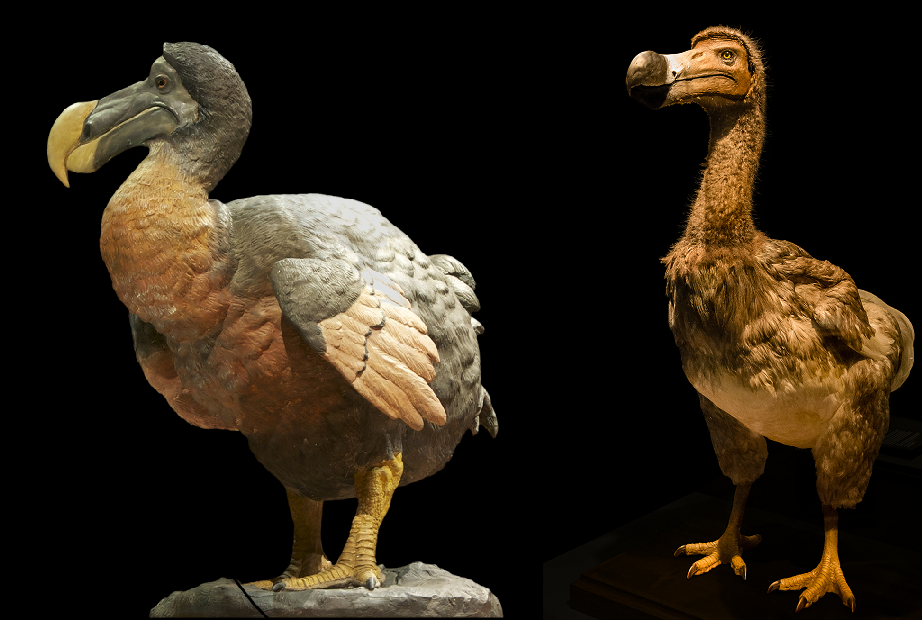
Een reconstructie uit de negentiende eeuw (links) en een moderne constructie uit 2011 (rechts) vertonen duidelijk verschillen.

De dodo verdween in een tijd waarin de studie van de vogels (ornithologie) nog geen gespecialiseerde tak van de wetenschap was. Hierdoor worden de meeste originele beschrijvingen beschouwd als niet erg betrouwbaar. Schilderijen en tekeningen blijken sterk speculatief daar geen enkel schildering of tekening een exacte overeenkomst toont met enige andere weergave. Het beeld van de dodo kan alleen geschetst worden als de overblijfselen, de beschrijvingen, de tekeningen en de schilderijen op een juiste manier geïnterpreteerd worden.
Een van de dodo's die in India terechtkwam, is samen met andere vogels op een schilderij uit circa 1625 afgebeeld. Het kunstwerk is vermoedelijk door Ustad Mansur geschilderd en kwam uiteindelijk in de Hermitage (Sint-Petersburg) in Sint-Petersburg terecht. Hier werd het portret van de dodo in 1955 herkend door de Russische bioloog Ilja Ivanov. De Duitse zoöloog Erwin Stresemann (1889–1972) beschouwde dit schilderij als de meest natuurgetrouwe afbeelding van een dodo die tot dan toe was gemaakt. De tot dan toe gereconstrueerde skeletten pasten precies bij het lichaam van de geschilderde dodo en ook de verhoudingen van botten van de hals, de snavel en de vleugels bleken uitstekend te kloppen.
Twee experts op het gebied van de studie van de dodo die veel hebben gepubliceerd en nog steeds onderzoek verrichten zijn de Britse ecoloog en ornitholoog Anthony Cheke (1945) en de eveneens Britse paleontoloog Julian Hume (1960). Een bekende Nederlandse dodo-onderzoeker is Leon Claessens.

### Lichaam

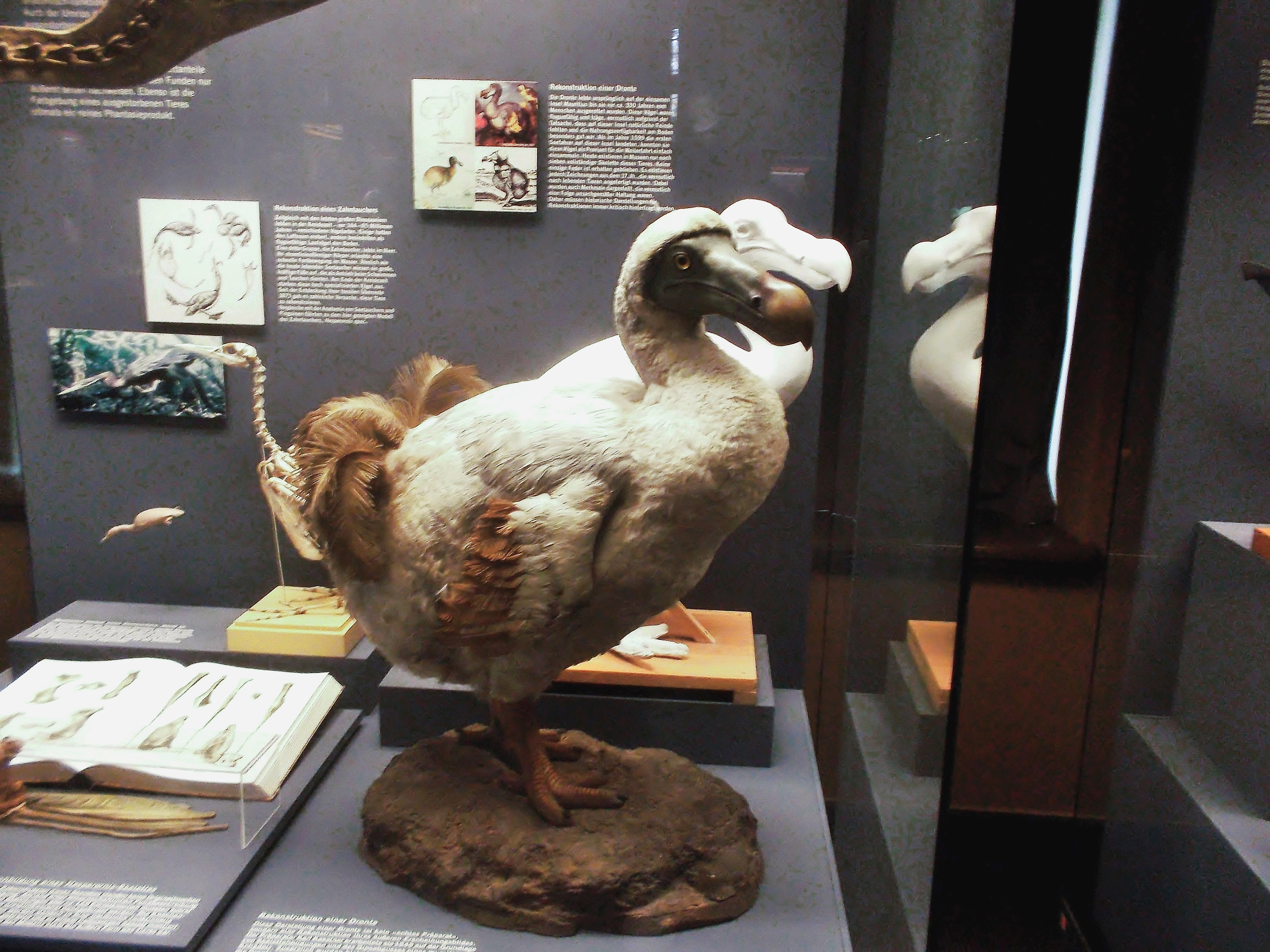
Voor deze reconstructie van de dodo zijn de veren van een zwaan, eend, kip en struisvogel gebruikt.

De dodo had een overwegend grijze kleur, de veren waren grijs en die op de staart en poten waren lichter tot wit. Ook de buikzijde was lichter van kleur. De huid van de kop was donkerder dan het verenkleed.
De dodo was een vrij plompe vogel die niet kon vliegen en waarschijnlijk een op een eend gelijkende, waggelende gang had. De dodo had de bouw van een kalkoen maar was groter en wat omvang betreft vergelijkbaar met een zwaan. Het verenkleed bestond voornamelijk uit donzige veren. De staartveren vormden een pluimachtig geheel. De vleugels waren sterk gedegenereerd en moeilijk te zien. Het aantal slagpennen aan de vleugels was sterk gereduceerd. Ook de spieren aan de borstkas en de kam op het borstbeen waaraan de spieren waren aangehecht zijn grotendeels verdwenen, zodat de dodo een vrij plat borstbeen bezat.
De poten van de dodo waren kort en dik, ze waren geel van kleur. De poten droegen vier tenen, drie aan de voorzijde en een opponeerbare teen die naar achteren wees en diende als een soort "duim". Alle tenen droegen stevige, zwarte klauwen. Het bekken en de beenderen van de poten waren -in tegenstelling tot de vleugels- wel goed ontwikkeld en sterk vanwege de strikt lopende levenswijze. Uit verslagen van scheepslui blijk dat ze zeer snel en behendig konden rennen als ze in gevaar waren.
Over hoe zwaar de dodo kon worden is enige discussie. Er zijn schattingen die hem een gewicht van meer dan 20 kilogram toeschrijven. Analyses van de beenderen komen echter op een lager gewicht uit: tussen 9,5 en 18 kilogram. De dodo zou daarmee lichter geweest zijn dan veel illustraties van het dier aangeven.

### Kop en snavel

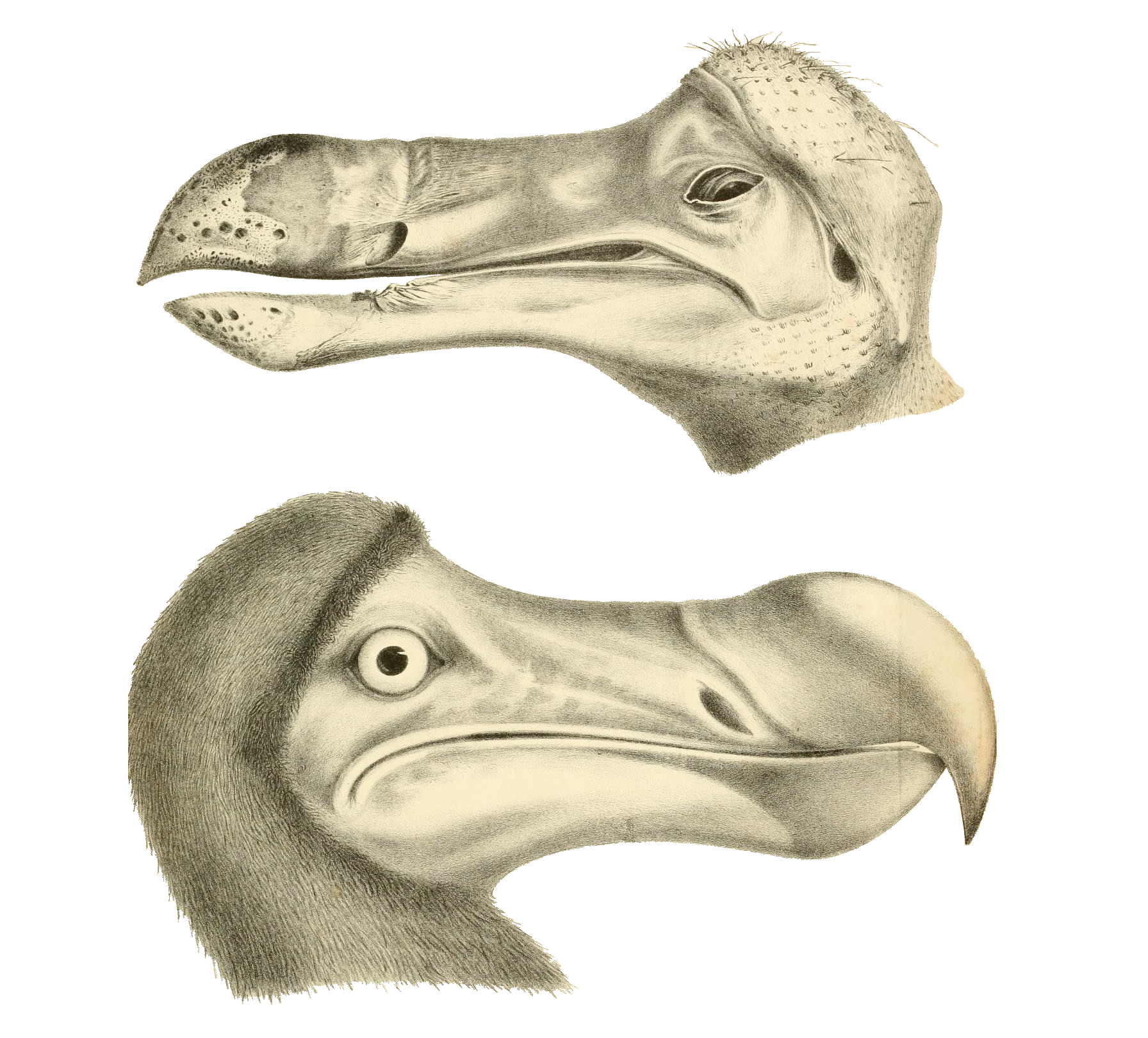
Gedetailleerde schets van de kop van een dode dodo (boven) en een reconstructie ervan (onder)

De kop was aan de voorzijde kaal, pas achter de ogen en boven op de kop waren veren aanwezig. De veren op de kop stonden iets omhoog, wat enigszins doet denken aan een capuchon. De ogen hadden een oranje tot witte iris, die afstak tegen de donkergrijze tot zwarte huid.
De zware snavel was relatief breed en lang en had een rond uiteinde, de snavel was duidelijk naar onderen gekromd. De snavel had een duidelijke 'overbite'; het bovenste deel van de snavel overlapte het onderste deel. Een groot deel van de snavel en de randen waren geel tot groengeel van kleur. De snavelpunt was zwart van kleur. De neusgaten waren aan de voorzijde van de snavel geplaatst en waren opvallend dicht bij de snavelpunt gelegen. De snavel kon wijd worden opengesperd door de hoge mate van kinese; de twee snaveldelen konden afzonderlijk van elkaar worden bewogen. De snavel was hierdoor zeer geschikt om hard voedsel te kraken, zoals harde zaden. De snavel werd ook gebruikt om te vechten en ter verdediging, zie onder levenswijze.

### Skelet
Het skelet van de dodo lijkt sterk op dat van een duif, hierdoor werd al lange tijd vermoed dat de dodo aan de duiven verwant was. Uit reconstructies van het skelet van de dodo blijkt dat het dier een opgerichte lichaamshouding had. De botten van de vleugels zijn erg klein en duidelijk rudimentair. De botten van de poten daarentegen zijn goed ontwikkeld. De knieschijven van de dodo waren verbeend, wat de theorie ondersteunt dat het dier erg hard kon lopen.
De schedel is relatief groot, zowel het hoofd zelf als de snavel zijn duidelijk groter dan die van de verwante soort rodriguezsolitair. Het grootste deel van de schedel bestaat uit de langwerpige, brede snavel. Pas in 2016 werd ontdekt dat de snavel als het ware op slot kon worden gezet, wat er op wijst dat als het dier beet het ook erg vasthoudend kon zijn, vergelijkbaar met een hond.

## Levenswijze

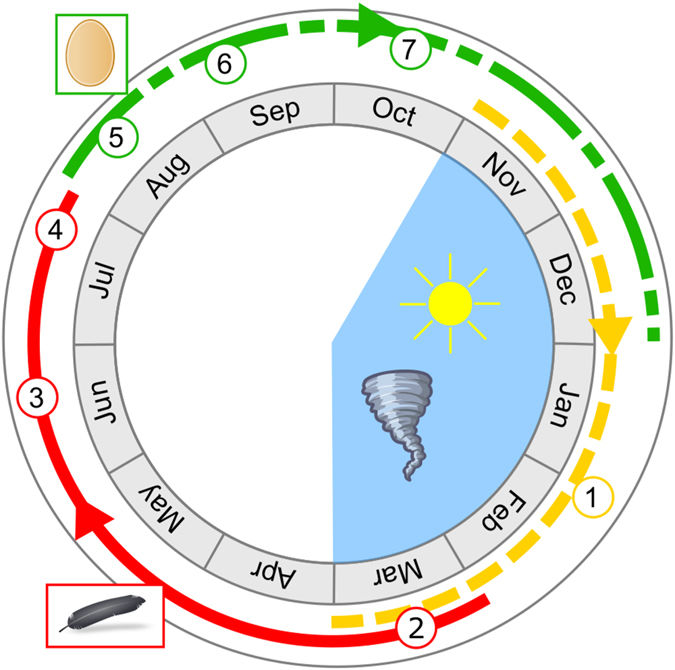
Schematische levenscyslus van de dodo in een jaardiagram.
Blauwe gebied; zomerperiode met veel stormen
Gele lijn (- - -); periode van vasten
Rode lijn (----); ruiperiode na de zomer
Groene lijn (-·-·-); vermoedelijke broedperiode

Over de levenswijze van de dodo zijn weinig directe waarnemingen bekend. De habitat en de vermoedelijke voedselbron zijn wel beschreven maar het natuurlijke gedrag is nooit goed bestudeerd. Uit studies van de structuur van de botten van de dodo uit 2017 zijn wel enkele waarnemingen gedaan die enig licht werpen op de jaarlijkse cycli van de dodo. Onder andere de periode van rui, broedperiode en een periode van vasten, waarbij weinig voedsel beschikbaar was, zijn aan de botten af te lezen. Het resultaat van dit recente onderzoek is links in de cirkelvormige tabel weergegeven.
Dankzij het gedrag van in gevangenschap gehouden dieren op schepen, dus buiten de natuurlijke habitat, zijn ook enkele waarnemingen bekend. Dodo's waren vermoedelijk vrij sociale vogels die niet alleen hun jongen beschermden maar ook opkwamen voor soortgenoten. De meubelmaker Volkert Evertsz beschreef eens dat hij een dodo bij de poot optilde waarbij het dier begon te gillen. Vervolgens kwamen andere dodo's naar het slachtoffer toegelopen om het te helpen.
Het is aannemelijk dat de snavel van de mannetjes werd gebruikt om concurrerende soortgenoten uit het territorium te houden. De vrouwtjes zetten per keer een enkel ei af in een nest bestaande uit takjes. Het ei werd vermoedelijk bewaakt door de ouderdieren. Het East London Museum in Oos-Londen (Zuid-Afrika) bewaart in haar archief nog een origineel dodo-ei. In het museum zelf wordt een replica tentoongesteld.
De dodo was een herbivoor die vermoedelijk leefde van de zaden en vruchten van verschillende planten. Om de vertering te bespoedigen slikte de dodo regelmatig stenen in die hielpen bij het vermalen van het voedsel in de maag. Dergelijke maagstenen worden wel gastrolieten genoemd en zijn ook bekend van andere vogels en andere dieren als reptielen. De functie van het inslikken van dergelijke stenen was toentertijd echter nog niet bekend. Er werd daarom wel beweerd dat vogels als de dodo -maar ook de struisvogel die eenzelfde gedrag vertoont- stenen en ijzer inslikte en verteerde en zelfs dat het dier gloeiend hete kolen at.

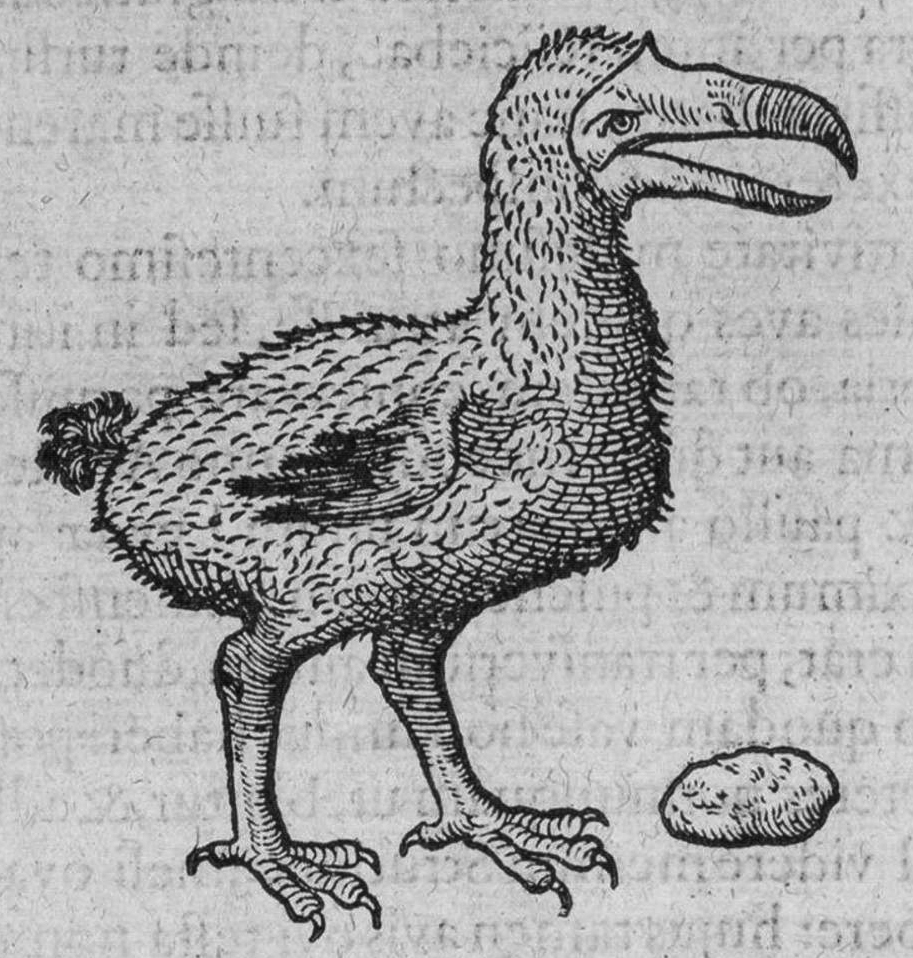
Er was al vroeg bekend dat de dodo stenen doorslikte, al wist men niet waarom. Hier een afbeelding van Carolus Clusius uit 1605

Van sommige planten werd wel beweerd dat de dodo de enige vogel was die ze kon doen ontkiemen door de zaden op te eten en weer uit te poepen. Op Mauritius komt de zogenaamde dodoboom (Sideroxylon grandiflorum) voor, die plaatselijk onder de naam tambalacoque bekend is. De dodoboom zou sinds het verdwijnen van de dodo bijna uitgestorven zijn. Rond 1870 werd door een zekere Stanley Temple het idee geopperd dat het verdwijnen van de dodo hierin een cruciale rol zou spelen. Volgens hem konden de zaden van deze boom slechts ontkiemen nadat zij het spijsverteringskanaal van de dodo hadden gepasseerd. Deze rol zou later enigszins zijn overgenomen door uitgezette kalkoenen.
Voor deze theorie zijn echter geen steekhoudende bewijzen gevonden. Ook na het uitsterven van de dodo zijn er nog zaden van de boom ontkiemd. Tot op dit moment zijn deze bomen nog op Mauritius aanwezig en ze zijn niet eens zeldzaam.
De dodo werd in de vroege zomer van 1602 beschreven door een bemanningslid van het schip de Utrecht. Waarschijnlijk was dit het seizoen waarin het minste voedsel te vinden was voor de vogel. Hij beschreef dat de dodo recht overeind liep, "alsof het een mens was". Vermoed wordt dat de dodo zich een deel van het jaar vol vrat en een ander deel van het jaar inteerde op de vetreserves vanwege juist een gebrek aan voedsel.
De dodo had geen noemenswaardige natuurlijke vijanden. Uit verslagen blijkt dat de vogels niet schuw waren en goed te benaderen. Als er op de dodo werd gejaagd kon deze zich met de snavel verdedigen. De dodo kon met zijn grote en krachtige snavel vervaarlijk van zich af bijten. Een van de bemanningsleden van een schip onder commando van kapitein Pieter Willemsz. Verhoeff werd eens door een dodo in zijn bil gebeten.

## Dodo in de cultuur
In vroegere tijden stond de dodo bekend als een symbool voor exotische oorden en eveneens voor gulzigheid en vraatzucht door het vermeende dikke lijf. Later werd het dier beschouwd als een dommig, sloom wezen dat zich makkelijk liet vangen en uitroeien. Tegenwoordig speelt de dodo in het bijzonder een rol in de cultuur door zijn ondoorgrondelijkheid.
Vlak na het uitsterven van het dier eind zeventiende eeuw was er steeds minder aandacht voor de vogel. Enige tijd werd zelfs geopperd dat de dodo -net als andere mystieke dieren zoals de yeti- nooit echt heeft bestaan en dit heeft wellicht bijgedragen aan de huidige mythische status. De dodo was voornamelijk bekend door tekeningen en schetsen uit de vroege zeventiende eeuw. Ruim honderd jaar lang was er nauwelijks aandacht voor de dodo, tot rond 1850 de interesse voor het dier weer oplaaide en de dodo weer onder de aandacht van de wetenschap kwam. In 1848 publiceerden de biologen Hugh Edwin Strickland en Alexander Gordon Melville een standaardwerk over de dodo; The dodo and its kindred. Deze publicatie zorgde voor een grote opleving in de interesse naar de uitgestorven vogel. Een bekende publicatie van de vooraanstaande Britse bioloog Richard Owen, Memoirs on the Dodo, stamt ook uit deze periode (1866).
De dodo is onderwerp in het gezegde "zo dood als een dodo", ook in andere talen is deze uitdrukking bekend, zoals het Engelse "as dead as a dodo". Het wordt gebruikt om aan te duiden dat iets hopeloos verloren is. De naam dodo staat ook synoniem voor een dom iemand die zich gemakkelijk laat strikken.
De dodo wordt als mascotte gebruikt voor verschillende zaken, vooral dingen die gerelateerd zijn aan Mauritius. Zo is de dodo opgenomen in de Nationale vlag van het eiland, staat de vogel afgebeeld op munten en heeft het watermerk van bankbiljetten de vorm van een dodo. Ook het Mauritiaanse biermerk Brasseries de Bourbon gebruikt een dodo als logo.

### Literatuur

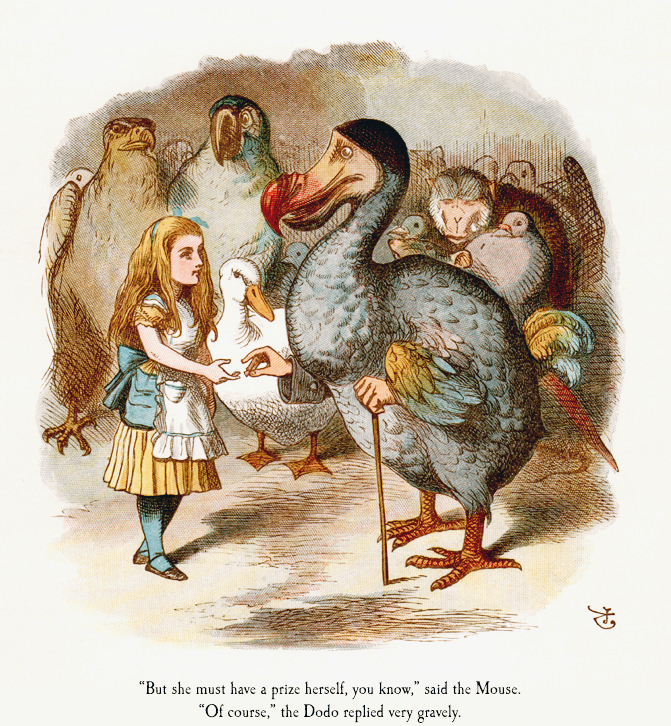
De dodo in het verhaal van Alice in Wonderland, illustratie John Tenniel

### Strips
In de Douwe Dabbert-stripverhalen speelt de dodo een belangrijke rol als vriend en vertrouweling van de hoofdpersoon Douwe Dabbert. De albums De schacht naar noord (1979) en De weg naar west (1980) draaien hoofdzakelijk om de dodo die de hoofdpersoon vergezelt. In de serie van De Kiekeboes draagt album #134 de titel Bistro Dodo. In dit verhaal kweken Dick Trash en Art Rubbish, twee oplichters die samen Trash & Rubbish runnen, dodo's. Via DNA-technologie wekken ze de dieren weer tot leven. In de stripreeks Boes van Wil Raymakers en Thijs Wilms komt de dodo voor in diverse gags.

### Muziek, film en televisie
De film Ice Age bevat een scène met dodo's. Ook in de Britse animatiefilm The Pirates! Band of Misfits speelt de dodo een kleine rol. Hierin wordt het dier onder luid gejuich gepresenteerd aan wetenschappers, maar ontsnapt uiteindelijk ternauwernood aan het spit.
Een liedje van Kinderen voor Kinderen uit 1995 gaat over de dodo. Het dier werd hier als een karikatuur afgeschilderd; het lied had als refrein:
Dodo, domme domme domme domme dodo
Dodo, domme domme domme domme dodo
Lui en dik en langzaam bovendien

## Tabellen

### Chronologisch overzicht van vroege afbeeldingen van de dodo
In de onderstaande uitklapbare tabel zijn alle bekendere tekeningen, schetsen en schilderijen van de dodo opgenomen, met de betreffende kunstenaar, het jaartal van het werk en de gebruikte techniek.
| Chronologisch overzicht van de tekeningen van de dodo. | Chronologisch overzicht van de tekeningen van de dodo.                                 | Chronologisch overzicht van de tekeningen van de dodo. |
| ------------------------------------------------------ | -------------------------------------------------------------------------------------- | --- |
| Afbeelding                                             | Tekenaar, jaartal en techniek                                                          | Beschrijving |
|                                                        | Theodoor de Bry 1601 Kopergravure                                                      | Dit is de oudste tekening van een dodo, deze is links op de afbeelding te zien. De tekening is niet natuurgetrouw, zo is er een vleermuis te zien die met zijn kop naar boven (!) in een boom hangt. |
|                                                        | Joris Joostensz Laerle (1601-1603) Pentekening met potlood en inkt                     | Tekening uit het verslag van de Gelderland. Er worden verschillende dodo's afgebeeld die door meerdere tekenaars zijn vervaardigd. Dit is te zien aan de verschillende tekenstijlen van de dieren, die soms nogal slordig zijn en niet natuurgetrouw. Een van de getekende dodo's was vermoedelijk dood, aangezien de ogen gesloten zijn. Joris Joostensz Laerle was een professionele en geoefende tekenaar die verantwoordelijk is voor veel van de prenten in het scheepsverslag.                                                                                                  |
|                                                        | Carolus Clusius (1605) Houtgravure                                                     | Deze Vlaamse natuuronderzoeker heeft al zijn tekeningen gebaseerd op schetsen van andere tekenaars en is zelf nooit buiten Europa geweest. Deze schets komt zijn boek Exoticorum libri decem. Hij kende Van Neck en Van Warwijck, commandanten van de eerste reis naar Mauritius, die exotische producten voor hem meenamen. Het eivormige object aan de voeten van de vogel is overigens geen ei maar een gastroliet of maagsteen. |
|                                                        | Dirck de Quade van Ravesteyn of Jacob Hoefnagel of Daniël Fröschl (1600-1610) Olieverf | Er is veel onduidelijkheid over deze tekening, bijvoorbeeld of het naar een levend of een opgezet exemplaar is gemodelleerd. Veel lichaamsdelen kloppen niet, zoals de positie van de vleugels, de snavel en de grootte van de kop. De poten zijn waarschijnlijk later geschilderd waarbij een andere dodo model heeft gestaan. De identiteit van de tekenaar is niet geheel duidelijk; lange tijd werd de schets aan Jacob Hoefnagel toegekend maar tegenwoordig wordt gedacht dat het Dirk de Quade van Ravesteyn moet zijn geweest. Ook Daniël Fröschl is een mogelijke kandidaat. |
|                                                        | Roelant Savery (ca. 1604-1612) Krijttekening                                           | De tekening is waarschijnlijk een van de eerste tekeningen van een dodo door Savery. Er zijn drie dodo's te zien, waarvan een in het klein op de achtergrond (midden). De dieren zijn met zwart en rood krijt getekend. Mogelijk heeft een opgezette dodo model gestaan voor de afbeelding. Alle latere afbeeldingen van Savery zijn waarschijnlijk gebaseerd op deze schets. |
|                                                        | Roelant Savery (1611) Verf                                                             | Op dit schilderij is de dodo rechtsonder afgebeeld, en linksboven uitvergroot. Deze dodo heeft een witte kleur en is een van de weinige afbeeldingen van de "witte dodo" (Raphus solitarius) die op het eiland Rodrigues geleefd zou hebben. Later bleek de soort nooit te hebben bestaan. |
|                                                        | Pieter van den Broecke (1617) Pentekening                                              | Pieter van den Broecke verbleef in april en mei 1617 op Mauritius en heeft de dodo nog gezien. Deze zeer simplistische tekening van de dodo werd in 1646 gepubliceerd. Ondanks de scheve lichaamsverhoudingen werd deze prent door veel andere tekenaars gebruikt als model. |
|                                                        | Ustad Mansur (ca. 1625) Verf                                                           | Op het schilderij staan verschillende vogels, waaronder de dodo. Het is niet helemaal zeker of de schilder Ustad Mansur is geweest. Hij was hofschilder van Groot Mogul Jahangir, padishah van het Mogolrijk in India. Deze dodo is opvallend slank in vergelijking met die op andere afbeeldingen. De snavel lijkt in overeenkomst te zijn met originele beschrijvingen. De staartpluim ontbreekt echter en is niet in lijn met eerdere beschrijvingen. Dit is de eerste gekleurde afbeelding waarop de dodo is te zien.                                                             |
|                                                        | Adriaen van de Venne (1626) Pentekening                                                | Het bijschrift vermeld dat de tekening een natuurgetrouwe afbeelding is van een dodo die in 1626 naar Amsterdam werd gebracht. Het is maar de vraag of Van den Venne de dodo ooit zelf heeft gezien. Vermoed wordt dat Van De Venne zijn tekening heeft gebaseerd op een schets van Roelant Savery. |
| Plaats uw zelfgemaakte foto hier                       | Gijsbert de Hondecoeter (1626) Verf                                                    | De Hondecoeter was net als zijn vader bekend om zijn schilderijen van vogels, vooral pluimvee. Hij baseerde zijn schilderijen op de afbeeldingen van Savery. De dodo wordt duidelijk afgebeeld als erg dik en plomp. |
|                                                        | Roelant Savery (1626) Verf                                                             | Deze weergave wordt wel aangeduid met 'Edwards dodo' omdat het ooit in bezit was van de Engelse natuuronderzoeker George Edwards. De dodo is bijzonder corpulent en vertoont zelfs vetrollen. Het schilderij heeft model gestaan voor vele latere afbeeldingen, onder andere van eerder genoemde Edwards, die ook een erg dikke dodo weergeven. De dodo heeft opvallende gele vleugels. |
|                                                        | Roelant Savery (1626) Verf                                                             | Ook de dodo op dit schilderij heeft gele vleugels. De dodo is in de uiterste rechterhoek te zien. De kleuren die Savery gebruikte in zijn schilderijen waren wellicht afhankelijk van de compositie ervan. Hoewel de dodo ook hier als erg dik wordt voorgesteld, zijn sommige details waarschijnlijk wel accuraat, zoals de weergave van de poten en de kop. |
|                                                        | Gillis Claesz. de Hondecoeter (1627) Verf                                              | Dit schilderij heeft als titel Andromeda en Perseus met het zeemonster. De dodo is op de achtergrond te zien op de rechter-middenzijde. De dodo op deze afbeelding staat niet rechtop maar pikt naar de grond. Mogelijk heeft de schets van Roelant Savery uit 1604 - 1612 model gestaan. |
|                                                        | Thomas Herbert (ca. 1628) Pentekening                                                  | Deze tekening werd rond 1628 gemaakt en is in 1634 gepubliceerd. Op de schets zijn een kaketoe, een ral en een dodo te zien. De dodo lijkt totaal niet op die uit andere tekeningen, zo wijken het verenkleed en de snavel sterk af. De staartpluim is erg klein en is vrij laag gepositioneerd. |
|                                                        | Roelant Savery (1628) Olieverf op paneel                                               | Dit schilderij heet 'landschap met vogels'. Net als bij een aantal andere composities van Savery is de dodo in de rechteronderhoek weergegeven. De dodo is niet rechtopstaand afgebeeld maar omlaag kijkend naar het water. |
|                                                        | Cornelis Saftleven (1638) Aquarel                                                      | Deze afbeelding is mogelijk gebaseerd op een levende dodo vanwege de natuurlijke lichaamshouding. De kleur van de nekveren lijkt te kloppen met die van eerdere beschrijvingen. De veren van nek naar borst zijn wit gekleurd, maar lijken te zijn bedoeld om de kop meer te doen opvallen en niet als daadwerkelijk wit gekleurde veren. |
|                                                        | Salomon Savery (1646) Gravure                                                          | Deze tekening van Salomon Savery werd opgenomen in het verslag van Willem IJsbrantsz. Bontekoe naar aanleiding van zijn bezoek van Mauritius. De dodo is sterk gestileerd. De schets is gebaseerd op de tekening van Roelandt Savery uit 1626. |
|                                                        | Hans II Savery (1651) Verf                                                             | Hans II Savery was de broer van Roelant Savery en schilderde deze dodo naar een afbeelding van zijn broer, zie boven. Ook deze dodo is extreem corpulent en vertoont vetrollen. De snavel is sterk gerimpeld, wat mogelijk wijst op een uitgedroogd opgezet exemplaar dat als model is gebruikt. |
|                                                        | Anoniem (17e eeuw) Waterverf, krijt                                                    | Deze zeventiende-eeuwse tekening dook recentelijk op en werd in 2009 aangeboden op een veiling voor bijna €7.000. De tekening werd uiteindelijk verkocht voor ruim €50.000. De kunstenaar is onbekend, ook weet men niet of een levende dodo model heeft gestaan of een andere afbeelding van de vogel. |
| Plaats uw zelfgemaakte foto hier                       | Lorenz Oken (1837) Pentekening                                                         | Oken publiceerde deze afbeelding in zijn bekende boek Allgemeine Naturgeschichte fur alle stande in 1837. De dodo heeft een sterk afwijkende snavel, ook zijn de kleuren relatief donker. De lichaamskenmerken zijn wat vereenvoudigd, de staartpluim en de vleugelveren zijn geel geschilderd. |
| Plaats uw zelfgemaakte foto hier                       | Richard Owen (1866) Ingekleurde lithografie                                            | De beroemde bioloog Richard Owen publiceert deze tekening in zijn werk Memoirs on the Dodo. De tekenaar is James Erxleben, die de schilderijen van Roelant Savery als voorbeeld heeft gebruikt. Op de afbeelding zijn een pikkende, een krabbende en een rechtopstaande dodo te zien. |
| Plaats uw zelfgemaakte foto hier                       | Julian Hume (2005) Verf                                                                | Julian Hume is expert op het gebied van dodo's. Hij heeft meerdere schilderijen van het dier gemaakt, waaronder deze reconstructie van de dodo uit 2005. De reconstructie is onder andere gebaseerd op honderden botten die Hume heeft bestudeerd. |

### Chronologisch overzicht van waarnemingen van de dodo
In de onderstaande uitklapbare tabel zijn alle waarnemingen van de dodo opgenomen tussen 1598 en 1681. In het jaar 1598 werd het dier voor het eerst ontdekt en uit 1681 stamt de laatste waarneming van de dodo die enige geloofwaardigheid heeft.
| Chronologisch overzicht van waarnemingen van de dodo | Chronologisch overzicht van waarnemingen van de dodo | Chronologisch overzicht van waarnemingen van de dodo                                                                               | Chronologisch overzicht van waarnemingen van de dodo | Chronologisch overzicht van waarnemingen van de dodo |
| ---------------------------------------------------- | ---------------------------------------------------- | --- | ---------------------------------------------------- | --- |
| Jaar                                                 | Datum en seizoen                                     | Betrokken schepen | Scheepsjournaal                                      | Waarnemingen |
| 1598                                                 | 19 september tot 2 oktober (vroege zomer)            | Amsterdam, Friesland, Gelderland, Utrecht, Zeeland                                                                                 | Jacob Cornelisz van Neck, Wybrand van Warwijck       | Dodo's worden beschreven als zwaan-achtig wat betreft de grootte en ze hebben een soort bontkraag op het hoofd. De vogel wordt omschreven als vreemd, enorm groot en afzichtelijk, de snavel wordt aangeduid als 'belachelijk gekromd'. De vleugels zijn volgens de beschrijving miniem en dragen vier grijze veren. De staart bestaat uit vier zwart gekleurde, kromme veren die duidelijk van de romp afstaan. De vogels zijn makkelijk dood te knuppelen maar zijn zo taai dat ze urenlang gekookt moesten worden. De dodo wordt hier voor het eerst walgvogel genoemd en was als voedsel minder populair dan duiven. |
| 1601                                                 | 30 september tot 20 oktober (zomer)                  | Duyfken, Gelderland, Wachter, Utrecht , Zeeland                                                                                    | Wolphaert Harmansz                                   | Het lichaam van de dodo wordt vergeleken met dat van een struisvogel, twee keer zo groot als een pinguïn, met een grote kop en een sluier-achtige bevedering op de kop die leek op een capuchon. Dodo's liepen in een opgerichte houding zoals een mens, zo luidde de beschrijving. In de maag werden stenen aangetroffen die zo groot waren als een ei, en soms zelfs groter. De vogels werden 'griffeendt ofte cermes gaensen' genoemd. |
| 1602                                                 | januari tot eind augustus (winter)                   | Vloot van Jacob van Heemskerck | Willem van Westzanen                                 | De namen dodo en dodaerse worden hier voor het eerst genoemd. Op 25 juli werden dikke dodo's door de bemanning opgegeten en erg gewaardeerd. Op vier augustus werden vijftig grote dodo's gevangen waarvan er 25 zeer dik en vet waren. Slechts twee exemplaren waren voldoende om de gehele bemanning te voorzien van vlees. De overige dodo's werden gepekeld om het vlees langer houdbaar te maken. Later werden gedurende een jacht op het eiland nog eens twintig dodo's buitgemaakt. |
| 1606                                                 | 1 tot 27 januari (zomer)                             | Oranje, Middelburg, Mauritius, Zwarte Leeuw, Witte Leeuw, Grote Zon, Kleine Zon, Nassau, Amsterdam, Erasmus, Geünieerde Provinciën | Cornelis Matelieff de Jonge                          | Voor het eerst wordt beschreven dat de dodo meestal een grote steen zo groot als een vuist in de maag heeft. Ook de vegetatie van het eiland Mauritius is beschreven. Ook wordt vermeld dat ratten en apen voorkwamen, die mogelijk de eieren en jongen van de dodo opaten. |
| 1607                                                 | 26 november tot 24 december (zomer)                  | Zwarte Leeuw, Geünieerde Provinciën                                                                                                | Steven van der Hagen                                 | Tijdens de reparatie van een schip eet de bemanning verschillende dieren zoals papegaaien, schildpadden en dodo's. |
| 1611                                                 | 7 november tot 24 december (zomer)                   | vloot van Pieter Willemsz. Verhoeff                                                                                                | T'Eylandt Mauritius                                  | Dodo's worden aangeduid met 'toterse', de vogels worden gegeten door de bemanning. Ook duiven en papegaaien staan op het menu. Dodo's moeten voorzichtig benaderd worden omdat ze fel van zich af bijten met de enorme snavel. De kleur van de veren op de vleugels en de staart wordt omschreven als donkergrijs. |
| 1627                                                 | 10 tot 30 juni (winter)                              | William | Thomas Herbert                                       | Het lichaam wordt omschreven als groot en rond, ze zijn 50 pond (22 kilogram) zwaar. Het dier is interessanter om de aanblik dan om de smaak van het vlees. De dodo loopt langzaam en doet depressief aan, waarschijnlijk omdat moeder natuur hem – in vergelijking met het grote lichaam – zulke kleine vleugels heeft toebedeeld. Sommige exemplaren hebben donkere hoofdveren en andere hebben en kale kruin die wit van kleur is alsof deze is gepoetst. Ze hebben een lange en kromme, groengele snavel waarbij de neusgaten in het midden van de snavel gepositioneerd zijn. De ogen zijn omgeven door pluizige veren en zijn rond en blinkend. De staartveren worden omschreven als drie tot vier korte veren die lijken op een 'Chinese vlasbaard'. De poten zijn dik en zwart van kleur en erg krachtig. De maag moet wel krachtig zijn omdat er stenen in werden aangetroffen. In dit verslag werd ook de vegetatie van het eiland beschreven, zo blijkt dat er toentertijd veel palmbomen en bomen uit het plantengeslacht Latania voorkwamen. |
| 1628 - 1634                                          | Nvt                                                  | ? | Peter Mundy                                          | Deze beschrijving vermeldt dat de dodo twee keer zo groot is als een gans. Ze kunnen niet vliegen en zijn door de 'gespleten tenen' ook geen beste zwemmers. Dat de vogel zich zo naar Mauritius kon verplaatsen werd als wonderlijk gezien. |
| 1638                                                 | 15 tot 31 juli (winter)                              | St Alexis uit Dieppe | François Cauche                                      | De dodo werd beschreven als groter dan een zwaan, vleugelloos en bedekt met zwart dons. Het lichaam is rond en draagt afhankelijk van de leeftijd een aantal staartveren. In plaats van vleugels zijn enkele zwarte en gekromde veren aanwezig. De grote snavel wordt omlaag gehouden, een tong ontbreekt. De vogel staat hoog op zijn poten, de poten zijn voorzien van schubben en enkele sporen. De roep van de dodo lijkt op die van een jonge gans. De dodo werd minder gewaardeerd als andere eetbare vogels zoals rallen. Uit deze beschrijving zijn de eerste gegevens over de voortplanting bekend. De dodo zou slechts een enkel ei leggen dat vergezeld werd van een witte steen die de vorm en grootte had van een kippenei. De eieren werden afgezet op een graspol in beboste gebieden. |
| 1662                                                 | februari tot maart (zomer)                           | ? | Volkert Evertsz                                      | Kapitein Volkert Evertszen deed enkele eilanden aan om zijn bemanning van voedsel te voorzien. Hij zag vogels die groter waren dan ganzen maar niet konden vliegen. De vogels hadden kleine vleugels maar konden snel rennen. |
| 1674                                                 | ?                                                    | | Hubert Hugo                                          | Een ontsnapte slaaf genaamd Simon werd na elf jaar teruggevonden en beweerde dat hij tussen 1663 en 1674 slechts twee keer een dodo had gezien. |
| 1681                                                 | 3 juli (winter)                                      | Berkeley Castle | Benjamin Harry                                       | Het vlees van de dodo is van alle vogels het minst smakelijk en het vlees is erg taai. |